# グランクレスト戦記
『グランクレスト戦記』（グランクレストせんき）は、水野良による日本のライトノベルおよびそれを原作としたメディアミックス作品。イラストは深遊が担当している。富士見ファンタジア文庫（富士見書房→KADOKAWA）より2013年8月から2018年3月まで刊行された。第3回ラノベ好き書店員大賞にて3位を獲得している。2019年8月時点で電子版を含めた累計発行部数は40万部を突破している。

## あらすじ
混沌（カオス）に支配される世界において、混沌から秩序（コスモス）を取り戻せる聖印（クレスト）のもと、人々は混沌による災害から聖印を持つ君主（ロード）に守られて生きていた。しかし、世代を経るにつれて君主たちは、互いの領土と聖印を争って戦うようになり、大陸では君主同士による戦乱が絶えなかった。
時は流れ、大陸の二大勢力である大工房同盟（ファクトリー・アライアンス）と幻想詩連合（ファンタジア・ユニオン）、それぞれの大公の嫡子が婚姻を結ぼうとしていた。互いの聖印の統合により秩序の結晶である皇帝聖印（グランクレスト）が生まれ、平和の実現も間近かと思われたが、何者かの策略により両大公は命を落としてしまう。この「大講堂の惨劇」と呼ばれる事件によって両者の持つ莫大な聖印が失われ、彼らに従属していた多くの君主たちが独立を強いられたことにより、大陸は新たな戦乱の時代に突入していく。
戦争と政争に明け暮れる君主たちを軽蔑する天才魔法師（メイジ）の少女シルーカは、君主ヴィラールとの不本意な契約に向かう途中で若き放浪君主テオと出会う。故郷の島システィナを君主の圧政から救いたいと願うテオに自らの理想の君主像を見出したシルーカは彼と契約し、その夢を実現するためにさまざまな策を考案していく。瞬く間にセーヴィスに名を轟かす存在に躍り出た2人の前途は順調のように見えたが、システィナ解放への絶対条件であった同盟への帰順に失敗し、大陸内で孤立してしまう。ラシックやヴィラールの協力を得て辛うじて窮地を脱したテオはアルトゥークに身を寄せて最初からやり直すことを決意、シルーカと共に自分が歩むべき道を模索し始める。
多くの人々の思惑が錯綜する中、テオやヴィラールの活躍により同盟軍は失策と敗戦を重ね、フォーヴィスやクローヴィスといった同盟諸国も連合領に吸収されていった。時勢は着実に連合有利に傾きつつあったが、当の連合盟主アレクシスはマリーネを忘れられず、同盟との和平を模索し続けていた。武力派と和平派で分裂し、同盟を討つ絶好の機会をみすみす手放す連合を横目に同盟は着々と勢力を回復させていく。ついには連合寄りの姿勢であったダルタニア太子ミルザーがマリーネの覇道に共感して同盟側に離反、更には北方の海洋国ノルドも南下の足掛かりを得て大船団を南海へ進出させる。両国の助力を得たヴァルドリンドは、和平派が主流を占め孤立を深めていた長年の仇敵アルトゥークを一気に陥落させ、その事実は連合諸国を大きく動揺させた。
蛮行による侵略を辞さない同盟も、時流を理解せずにアルトゥークを失わせしめた連合も共に人々の信頼を失う中、迫りくる同盟の勢力に対抗すべくアルトゥーク周辺国の君主らによって第三勢力「アルトゥーク条約」が発足した。しかし、名声猛々しいラシックと、ラシックが従属を公言して憚らないテオのどちらを盟主とするかで条約は発足当初から揺れ、その一方で新アルトゥーク領主となったミルザーによる統治が始まる。
条約諸国がミルザーの支配に抵抗する間に、テオは盟主就任の条件としたシスティナ解放へと旅立つ。圧政に疲れ果てた民衆に冷たい仕打ちを受けながらも決起を促し、システィナ最大の魔境であった混沌渦（カオスシュトローム）を退治したテオのもとに人々が次第に集い始める。民意を味方につけたテオはついに故郷の解放に成功したが、条約の苦戦を知って休む間もなく大陸へ戻り、打倒ミルザーを掲げて戦線に復帰。スタルクとダルタニア本国の援軍を足止めしてミルザー軍を孤立させると、条約軍は総力を挙げてアルトゥーク奪還をかけて立ち上がった。一騎打ちの末にミルザーを討ち果たしたテオは満場一致で賛成のもと盟主に就任し、条約を連合、同盟に次ぐ大陸の第三勢力として鼎立すること、亡きヴィラールの遺志を継いで連合と同盟の和平を目指することを表明する。
マリーネと協力したミルザーの落命、アレクシスの君主としての覚醒を経て、ついに条約・同盟・連合が戦場へ集結、それまでの全ての因縁に決着がつくこととまる。アレクシスとマリーネは再び愛を誓いあい、二人はテオに従属を願い出る。新たな支配者誕生により今度こそ皇帝聖印が誕生し、混沌の時代が終わることを誰もが待望する。
しかしその瞬間、皇帝聖印の誕生と秩序の回復を望まない者達がついに表立って行動を開始する。魔法師協会が君主に従い続ける魔法師達の粛清を開始、多くの君主が三大勢力から脱落し再び戦乱の時代となる。「大講堂の惨劇」を引き起こした真の黒幕に対し、テオ達も最終決戦への覚悟を求められる。魔法士協会と対立してでも戦乱の時代を終わらせようと決意を新たにする中、吸血鬼の王ディミトリエや巨人の王サイクロプスをはじめとする強大な戦力がテオ達に牙をむく。
プリシラの死、魔法師協会の真の目的、明かされた古代文明の歴史、事態が目まぐるしく変わる中、テオ達は皇帝聖印の誕生と秩序の回復を望まない者達に勝利を収める。ついに混沌の時代は終わり新しい時代が到来する。

## 登場人物

### 主要人物
テオ・コルネーロ
声 - 熊谷健太郎
本作の主人公。正義感の強い若者。君主の聖印を持つ。 システィナ西部のマルザ村の出身。島を支配するロッシーニ子爵の圧政から村を救うために武者修行の旅に出た。アルトゥーク伯ヴィラール・コンスタンスと契約するために移動する最中に、騎士メスト・ミードリックの配下に襲われていたシルーカの助けに入る。当初は従騎士で、魔法師と契約する爵位もなかったが、彼の純粋な正義感に興味を示したシルーカによって魔物オルトロスと強制的に戦わされ、その混沌核（カオスコア）を吸収したことで騎士の爵位に到達し、魔法師一人と契約できるようになった。オルトロスとの戦いで死にかけたことからシルーカ以外の魔法師を希望したが、意に介さないシルーカに無理やり契約させられ、彼女の主となった。
シルーカの策によりメストの領土と聖印を獲得すると、続くラシック・ダビッドとの戦闘に勝利。ラシックを従属君主とした後は男爵となり、それを機に家名としてコルネーロを名乗るようになる。アーヴィンやアイシェラ、セーヴィスの独立君主らの助けを得てセーヴィス王ナヴィル・ジェルジェにも勝利するものの、その後のヴァルドリンド軍の攻撃により全滅の危機に陥る。その窮地をヴィラールによって救われ、聖印のほとんどをラシックに譲り、ヴィラールの従属君主となってアルトゥークに身を寄せた。 吸血鬼の王ディミトリエが常闇の森から姿を消した後は、彼の城を拠点として活動し、森の混沌現象を鎮めながら修行と聖印の強化に励む。
アルトゥーク戦役後は独立君主となり、同盟でも連合でもない第三戦力を作ることを思い立つ。ヴィラールが懇意にしていた周辺国の君主達の賛同を得て「アルトゥーク条約」が発足した。華々しい武勲を立て、爵位も伯爵まで到達していたラシックを盟主に推す声が多い中、当のラシックがテオを推挙して譲らなかったため、誰もが納得し得るだけの資質を証明するために一年以内にシスティナの領主になるという条件を提示し、シルーカらとともにシスティナへと旅立った。
システィナでは力ずくでロッシーニを倒すのではなく、民衆の決起を待つ姿勢を取る。当初は誰にも相手にされなかったが、出身地であるマルザ村を解放したことで足場を築き、更に民衆を島に閉じ込めている原因である混沌渦を退治したことにより、解放者としての名を一気に上げた。ペデリコ・ロッシーニの長男ドーニとの死闘を経て、次男ジュゼルとの交渉の末、システィナ解放に成功。同時にロッシーニ家の食客となっていた黒魔女ヤーナを捕らえ、エーラムに引き渡した。
ジュゼルを従属させたことでシスティナ伯となったが、アルトゥークで遊撃戦を指揮していたオイゲンの死を機に大陸に戻る。しかし、この時点でもまだ条約内の君主達がラシック寄りの姿勢を見せていたことを理由に、ミルザーを討ち果たすまでは条約の盟主にはならないと宣言して再び盟主就任を保留。壮絶な一騎打ちの末にミルザーを討ち、一角獣城で亡きヴィラールに戦果を報告する場でついに全員がテオを盟主と認め、ラシックを始めとした各国の王が彼に従属した。
教養は読み書きがやっとという程度だが、領主の圧政に苦しんできた生い立ちゆえに仲間や領民を心から大切に思っている。また、上から諭すのではなく、自ら先頭に立って行動することで周りを次第に動かしていくという手法を取ることが多い（ラシック曰く、凡庸だが志があり、度胸があり、気配りができ、状況判断に優れ、行動力がある）。領民と目線が近く、誰とでも親しくなれる才能があり、彼になら命を預けられると信じた領民達に応えた結果が、受け取った者に戦う勇気を与える戦旗「パトリオット」となった。君主としての評判も高く、ヴィラールの従属君主となった後もセーヴィスの君主達からは絶大な支持を得ている。その名声は同盟領にも及ぶほど。また、混沌核から聖印を作り出すほどの強い意志を持つ。手先が器用で、放浪中は隊商の護衛から魔物退治、酒場で働いていたこともあり、釣りの技術もあるなど経験豊か。
彼の父親もマルザ村の住民だったが、隠し貯蔵庫に穀物を保存して配ることにより飢饉や重税の苦しみを軽減させていたことを密告され、自らの保身に走った住民達によって領主に突き出されて殺されている。それをきっかけにテオは村を離れ、当初はロッシーニの配下となって村に復讐することを考えたものの、諸悪の根源がロッシーニの統治にあることを悟って大陸へと渡った。
大陸では領土と爵位を争う君主達の腐敗を目の当たりにし、領主に相応しくない君主は領民の手で倒すべきであり、領主は領民のために尽くすものという考えに至る。一方、テオの宿命のライバルとなるミルザーは彼と同じく君主の腐敗を嫌悪しながらも、その解決には覚悟を決めた絶対的な君主が大陸を統治すべきという結論を導き出した。義勇兵を募るテオのやり方についても民を戦に巻き込むべきではないとミルザーは侮蔑し、どの側面からも二人は真っ向から対立することになり、顔を合わせるたびにお互いを嫌っていくこととなった。
シルーカのことは出会いの印象が悪かったために当初は迷惑がり、言われるがままに動いていたが、彼女の献策によりシスティナ解放への道筋が見えてきたこと、そして彼女が自分の夢の実現のために本当に命を懸けていることを実感するにつれて次第に信頼するようになり、同時に守りたいと強く思うようになる。ヴァルドリンド戦後、シルーカがヴィラールに奪われそうになると、聖印を手放して彼に従属することでそれを拒んだ。その後も少しずつ絆を深め、アルトゥーク戦役前に二人で領土を巡察中にその想いを告白し、受け入れられる。条約盟主に就任した祝いの宴の後、いずれシスティナの領主として帰る時には妃としてついてきてほしいと願い、非公式ではあるがシルーカを妻に迎えた。
すべての聖印を統一し、皇帝聖印を完成させ、始祖皇帝テオとなる。大陸統一後、退位した。
退位後、システィナ大公となり、シルーカと共にシスティナのマルザ村に居を構える。

シルーカ・メレテス
声 - 鬼頭明里
本作のもう1人の主人公かつヒロイン。天才と評される魔法師の才女。初登場時17歳。 魔法師の名門であるメレテス一門の出身。ヴァルドリンド辺境伯マリーネ・クライシェの魔法師長であるアウベスト・メレテスは養父。混沌を操る力を持って生まれたことで実の家族から虐待を受けた経験があり、血は繋がらなくとも養父のアウベストや姉のようなアイシェラを心から大切に思っている。自分自身の性格は黒いとは言っているものの母親のような愛情をもって接してくれた人狼の女王クララが死んだ時は深い悲しみの表情を見せている。
聡明で頭の回転が速く、勤勉で努力家でもあるが、理屈に合わないことが嫌いで占いなどの感覚が重視される技は不得手（最も繊細な感性が要求される紫の創成魔法学部を最後にしたのはそのためだった）。その反面、感情に左右されやすい部分もあり、学生時代は観察用に捕らわれていた猫妖精のバルギャリーを勝手に逃がしたこともあった。養父にはその感情的な部分を危険視され、魔法学校の卒業試験の際には危うく選別されそうにもなったが、アイシェラに助けられ、メレテス一門の門主ティベリオや魔法大学のセンブロス学長にも擁護されて無事魔法師となる（しかしセンブロス学長はシルーカが異端であることは認めており、君主と契約させると何をするか分からないので、出来れば大学に残したいと考えていた）。実はアイシェラを除いて友達がほとんどおらず、在学中は何かしらの催しがある度に自室で一人こもっておりモレーノから同情されていた。同時にモレーノの数多くの女性関係の失敗を見聞きしているため、交際を申し込まれた際には凄まじい目つきで睨みつけモレーノを退散させたという過去もある。こういった経緯からお互いの学生時代を知り尽くしているモレーノとは割と本気で喧嘩できる数少ない相手となっている。
極大混沌期の終わりに初めて混沌から聖印を作り、混沌を鎮めた始祖君主（ファーストロード）レオンこそ理想の君主だと思っている。そのため領土と爵位争いを続ける現代の君主達を毛嫌いしており、魔法大学卒業後は君主と契約せずそのまま大学に残るつもりだった。魔法大学の七つの学部をすべて履修した「虹色の魔法師（フルカラーメイジ）」を目指していたが、六つ目の“青の召喚魔法学部”を卒業し、最後の“紫の創成魔法学部”に転部しようとした絶妙のタイミングでアルトゥーク伯と出くわし、大講堂の惨劇を唯一食い止めようとした行為を讃える彼に契約を打診されて卒業せざるを得なくなった。しかし、嫌々契約に向かう最中に出会ったテオと強引に、そして勝手に契約し、ヴィラールとの契約を実質反故にする。
契約破棄とみなされエーラムに強制送還される危機感を常に覚えながらも、テオの夢であるシスティナ解放を叶えるために強引にことを進めていくが、連合領であるシスティナを攻めるために打診した同盟への帰順をアウベストによって阻まれて孤立無援に陥り、現実は机上のようにいかないということを痛感する。ヴァルドリンド戦での窮地をヴィラールに救われた後は、テオとの契約を維持したままヴィラールの魔法師団に所属することになる（これにより、ヴィラールとの契約の反故はなかったことにされた）。
テオとの契約は、ヴィラールと契約するのが嫌なあまりに衝動的に行った行為だったが、共に行動するうちにテオの君主の素質に次第に引き込まれていき、彼が自分を手放さないためにヴィラールに従属することを選んだことで、異性としても意識し始める。吸血鬼の王ディミトリエとの戦いや連合の君主会議を経てその感情はますます強まっていき、テオの告白に応える形で想いを告げた。
魔法大学在学中は、各学部の基礎だけ修了して次の学部へ転部するということを繰り返していたため応用力と即時対応力に欠けており、テオの領地経営を支える傍ら、マルグレット達や魔女の長老ゼルマに教えを請うて魔法の修行にも励んでいる。黒魔女ヤーナとの戦闘で危うく命を落としかけた後は、魔女の専売特許である箒を使った魔法を積極的に学んで魔法師用に新魔法を編み出すなど天才ぶりを発揮し、システィナにおけるヤーナとの再戦では見事に雪辱を果たした。
テオの条約盟主就任後は、非公式に妃として迎えられた。 テオの皇帝即位式ののち、アレクシス、マリーネとの合同結婚式を挙げ、正式に皇妃となった。
テオが退位した後、大公妃としてテオと共に彼の故郷であるシスティナにマルザ村にて農業に励み　2年後　彼との間にできた娘を出産する。
アーヴィン
声 - 中村悠一
凄腕の邪紋使い（アーティスト）。元はクライシェ家に仕える侍従（フットマン）だったが、大講堂の惨劇時に事態を食い止めようとしたシルーカを結婚式の妨害者と勘違いして取り押さえ、その結果デーモンロードによる主マティアス・クライシェ大公の死を招いてしまう。その責任を取り侍従を辞し、シルーカに仕え始めた。
家事全般はもちろん、礼儀作法、偵察、潜入工作、暗殺、戦闘など何でもこなし、クライシェ家の先代侍従長の邪紋を受け継いだ相当の実力者である。しかし骨の髄まで侍従であり、主人に手荒く扱われるほどやりがいを感じる性質（システィナでの戦闘で毒を受けた際は流石に休めと命じられたが、あまりに休ませると精神的に病むため、シルーカは全快する前に職務に復帰させざるを得なかった）。人使いの荒いシルーカは彼にとって最上の主人であり、いつか彼女を奥様と呼び、テオとシルーカの子供の世話をするのが夢。
クライシェ家の侍女（メイド）達とは当然ながら旧知の間柄で、仕える主が変わってからも時折情報交換をしている。

アイシェラ
声 - 上田麗奈
シルーカの姉弟子の凄腕傭兵。邪紋使いでポールウェポンの達人。 元はシルーカと同じくメレテス一門に属し、アウベストを養父としていた（アイシェラという名前はアウベストが付けた）。
魔法学校の卒業試験の際に、選別されそうになったシルーカを助けるために自分の試験を放棄してしまい、卒業できずに退学して、魔法師協会からの依頼で動くエージェントとなった。そのため、魔法師ではないが混沌を操ることはできる。専門としているのは異世界からの魔物退治。
論理的で理性的なシルーカとは正反対の奔放な性格で、グラマーな美女。シルーカが大好きで、いつも一緒にいるテオに嫉妬している。ラシック戦でのシルーカからの要請に応え、テオの軍勢に加わりその無双の強さを活かし、敵を薙ぎ払っていく。 エージェントになったのは混沌を操る能力を買われてのことだったが、戦場の兵士や傭兵たちと早く親しくなるためには崇拝させるのが一番だという理由で、彼らの中でよく信仰される戦乙女バルキリーのレイヤー、いわゆる「なりきり」となることを選び、邪紋を刻んで邪紋使いとなった。
元々は極東の出身で、海の神の御子でとして混沌事故から船を守る役目を担っていた。メレテス一門の魔法師に見出され、7歳の時に当時20歳のアウベストの養女となる。アウベストがシルーカを選別しようとしたことは今でも許しておらず、ヴァルドリンドの契約魔法師長としての情の欠片も見せない態度には心底腹を立てているが、本心では非常に彼を慕っており、娘という扱いだけでは嫌だとシルーカに漏らした。
実はパンドラの構成員で密偵としてシルーカを監視する名目で彼女の元に赴き、行動を逐一報告していた。テオの下、皇帝聖印が統一されそうになったため、組織からの指令に従い、シルーカたちを暗殺しようとする(体に制約をかけられていて命令に逆らえなかったため。)が、寸でのところでアーヴィンに阻止される。任務の失敗により制約の呪いが発動し、命を落としそうになったが、プリシラに邪紋ごと解除された。
制約の呪い解除と同時に邪紋が解除された後は自身の戦力低下を自覚、以前のような破壊力や体力は失われたことでシルーカの期待に応えられるほどの戦力ではなくなったことを痛感する。戦士として活躍ではなく女性としての幸せについて自問自答するようになるが、迫りくる最終決戦に前後してプリシラをはじめ志半ばで散る多くの者達の姿を見る中でようやく己の恋心と本心から向き合うようになった。
10巻エピローグにてようやく養父アウベスト・メレテスの妻に迎えられたと語られた。

ラシック・ダビッド
声 - 日野聡
野心溢れる勇猛なセーヴィスの若き独立君主。領土は小さいが、数ある君主の中でも抜きん出た剣の腕を誇る青年。傭兵だった父の代で成り上がったため、血筋を重視する大貴族の世襲君主達からは敬遠されていた。
メストの領地がテオに継承されたことを知った後、軍を率いて攻め込むも、アーヴィンを相手に苦戦。更にテオ、シルーカと戦っていたモレーノが敗れ、人質に取られたことで即座に降伏し、自分の聖印をテオに譲って従属君主となる。セーヴィス王戦で聖印の力が増し、「スパルタン」の戦旗を得た。 ヴァルドリンド戦後、シルーカとの契約を維持するためにヴィラールへの従属を選んだテオから聖印を譲られ、セーヴィス王となる。だがテオへの忠誠は変わらず、何かあればすべてを捨ててでも駆け付けると約束した。
アルトゥーク戦役を経てその爵位は伯爵にまで到達し、かつてセーヴィス・フォーヴィス・クローヴィスの三国を平定したという大王の再来とまで呼ばれるようになる。各国の君主からアルトゥーク条約の盟主となることを打診されるが、本人のいずれテオに従属する心積もりは変わらず、テオがシスティナを平定するまでの間という期間限定で条約の盟主を引き受けた。システィナからテオが帰還した際は従属を心待ちにしていたが（先にラドヴァンに従属されたことを心底悔しがっていた）、ミルザーを討つまでは盟主にはなれないというテオの意を汲み、盟主を続行する。ミルザー亡き後は満を持して念願の従属を果たした。
モレーノやペトルなど、人の才を見抜く目に長けている。最初に従属した時から流浪の君主に過ぎなかったテオを非常に高く評価しており、彼となら大陸を制覇できるとまで言い放ったほど。周囲に何と言われようとテオに惚れ込む姿勢は一貫して変わらなかった。テオの味方の君主としては最古参の君主であり、公式の場以外では友人同士のように親しく言葉を交わす仲である。
最終決戦が近づく中、すでに「セーヴィス王」「大王の再来」「アルトゥーク条約初代盟主」など多くの名声を得ていたが、皇帝聖印を誕生させただけでなく魔法師協会が支配する世界に異を唱えるという前人未到の領域に達したテオと比べれば自分は実力不足と判断する。己が認めたテオと共に歩むため、サイクロプス討伐という偉業に挑戦、激戦の末にサイクロプス討伐に成功した。
初登場時から浮いた噂の一つもなかったが、アルトゥーク解放戦の後、政略結婚的な側面もありつつセーヴィス王となったころから共に戦ってきたナタリア・ラージョ・モードリを妃に迎えた。10巻エピローグにてナタリアとの間に男子が産まれたことが語られた。

モレーノ・ドルトゥス
声 - 松岡禎丞
ラシックの契約魔法師で、シルーカの大学時代の先輩。軽薄な印象の優男だが、魔法師としては一流で剣の腕もずば抜けている。
契約魔法師を選ぶため自らエーラムに赴き、正体を隠して酒場で働いていたラシックにスカウトされ、彼を大器と見込んで契約した。大学時代は女性関係に情熱を燃やした結果、声をかけたシルーカに睨まれ退散、別々に交際を申し込んだはずの女性二人が同時に登場、一番熱心に整えた髪型を意中の相手に否定されたなど数々の逸話を残している。女性特有の情報網でそれらの逸話を知り尽くしているシルーカとの相性は非常に悪く、彼女との会話は少年少女の喧嘩になることが多く周囲からは生暖かく見守られている。
テオとの開戦時には透明化の魔法を使い、シルーカと戦った。戦闘を優勢に進めていたが、助勢に入ったテオの相手をする内に連戦の疲労により敗北。そのまま人質に利用される。自分を人質にしても意味がないと考えていたが、ラシックが呆気なく降伏宣言をしてしまい、唖然とする。テオの軍勢に加わってからは、シルーカと共に政などの手伝いをしている。ラシックに心底惚れ込んでおり、彼がテオへの従属に拘っていることに納得がいっていない。条約の盟主にも当然ラシックを推したが、彼の固辞と、テオがシスティナ領主になれればテオの盟主就任を認めるという各国の王に意見に押され、渋々それを受け入れた。
「エーラムの粛清」に際してはラシックに付き従う形でテオ達についていくことを決意する。シルーカとも本心で向き合い、魔法師協会への情報漏洩を避けるため連絡手段である杖を折り、更なる戦いの準備に入った。単眼巨人サイクロプスとの戦いでも活躍し、彼の法衣の胸にはサイクロプスの眼と呼ばれる大きなダイヤがついている。
皇帝聖印が完成した時代においてもラシックとナタリアに引き続き仕え執事に就任している。二人の間に生まれた男子を溺愛しており、後々の皇帝に選ばれる存在へ育て上げるべく野心を燃え上がらせている。

ペトル・モルバ
声 - 市川太一
ラシックの配下で、兵士長を務める少年。メストの領地を手にしたばかりのテオを攻めたラシック軍の一翼を担い、アイシェラと対峙する。
元はラシックの治める村の子供。ある日ラシックの屋敷に集団で盗みに入り、それが見つかった際の子供らしからぬ落ち着いた態度に将来の可能性を見出され、ラシックに引き取られて従騎士として育てられる。アイシェラの圧倒的な強さを見せつけられてなお怯まなかった胆力を買われて、テオが配下に貰い受け、その後男爵の従属聖印を授けられた。テオがヴィラールに従属したことで独立君主になったが、ラシックはいつか再びテオに従属するようにと自分への従属をさせず、独立君主のままラシックを手助けする。
アルトゥーク戦役後はブルタヴァの守りを任され、爵位報酬でエーラムから建築技師を招き、こつこつと城の拡張に励む（城はどんどん堅牢となり、攻め寄せたヴァルドリンドも形だけ包囲するだけで退却した）。勤勉に働く様子から「働き蟻ペトル」と言われ、城も蟻塚城と呼ばれている。システィナからテオが帰還した際はラドヴァンに次いで従属して子爵の従属聖印を与えられ、正式にブルタヴァの領主となった。
アルトゥーク解放戦では一角獣城から伸びる橋の先にいくつもの出城を築いてミルザー軍を牽制し、ミルザーが打って出た際にはその後方部隊を橋で分断して食い止めるという大きな戦果を挙げた。
戦旗はそれを受け取った者がペトルの意のままに動く一糸乱れぬ集団となる「ミュルミドン」。これにより大声で指示を出さなくても集団を統率することができるため、ラシックやテオのもとで戦う際は主に陽動や攪乱など、後方支援を行っていた。最初に対峙した際に怯まなかったことからアイシェラからは非常に気に入られている。当初は姓を持たなかったが、アルトゥーク戦役後に故郷を流れる川の名前を取って姓とし、ペトル・モルバと名乗るようになる。
生に執着しない性格だったが、「いつか死ねと頼む時まで生きて欲しい」とテオに言われ、それ以降生きる努力をすることを考えるようになった。

グラック
声 - 山本祥太
ラシックに雇われた傭兵の隊長。戦闘の専門家である傭兵達をまとめているだけあって実力は高く、ラシックをはじめ周囲からは「隊長」という愛称で慕われている。皇帝聖印誕生により傭兵の価値が無くなると感じていた最中、強い傭兵を安く雇いたいと感じていたラシックと利害が一致、ラシック付きの傭兵となる。筋骨隆々の肉体を持ち戦闘時は全身を鋼のように変化させて怪力で戦う。これにより眼球などを覗けば一切の物理的攻撃が通じない圧倒的な防御力を誇るが、それが故に能力を発揮している状態では鼻呼吸しかできず口を動かせないため会話ができなくなるなど克服すべき課題も多く、能力を最大限に発揮すると脳や肺が動かなくなる危険性をはらんでいる。
テオとの戦闘の際はアーヴィンと一騎打ちを演じ、その際片目を失うも戦闘を続行しアーヴィンを驚かせる。その後はラシックがテオに従属したことにより他の傭兵達とともに配下となる。戦闘終了後はシルーカ達により戦場から眼球を回収され綺麗に洗浄してもらい、シルーカの魔法によって眼球を失う前の状態へ回復、隻眼の傭兵になるという事態は避けられた。
その後もテオについていくラシックに引き続き雇われるという形でテオ達に協力。野戦から攻城戦まで幅広く活躍してるが、能力的な問題からモレーノが時間と費用と労力を駆使して完成させた兵器を戦闘の度に破壊することがありモレーノの悲鳴を誘っている。一方で野性味溢れる戦い方はアイシェラをはじめとする女性からの評価が高いという一面もある。
ルーカス
ラシックに雇われた傭兵の一人。グラックと同じ経緯でラシックに付き従っており、直情的な人々が大半を占める中でも一歩引いた距離で全体を俯瞰し大勢を見極めている節がある。狙撃に長けているため本来は後方から支援する役割に当たるが、隊長であるグラックだけでなくラシック自身が最前線に立つことが多いため必然的に最前線で敵を迎え撃つことが多い。弓という武器の性質により軽装備で行動するため敵からの攻撃には弱く、無理を承知で防御を捨て回避せざる得ない場面も多い。アイシェラの胸を緩衝材代わりにして危機を脱するなど役得も多いが、彼本人が役得を堪能していることを素直に感謝するなど二枚目な性格の持ち主でもある。
ラシックのサイクロプス討伐戦においてはラシックを支援すべくグラックと共に囮として真っ向から対峙、無事生き残った。グラックの切り札である全身鋼化についても熟知していたため、内部まで鋼化したグラックが戦闘後も動かないことを理解していたが、事情を知らない周囲がグラックの落命を悼み始めたことで気まずい思いをさせられてしまう。その後は周囲の誤解を解き、サイクロプス討伐という大戦果を称えあった。

プリシラ・ファルネーゼ
声 - 高森奈津美
テオの評判を聞いてやってきた聖印教会の司祭。聖印教会の教えに傾倒している点を除けば、誰にでも分け隔てなく優しい性格のおっとりした少女。アイシェラとは違う方向の容姿端麗で豊満な体の持ち主であるため、人狼族をはじめ初対面の相手からの印象は総じて良好。（会話をすると聖印教会の全面肯定の長話をするため総じて敬遠されている。）
セーヴィス王との大戦時にテオの勇敢さに心を撃たれ、テオには聖印教会に入団してほしいと考えている。男爵級の聖印を持つ君主でもあり、ヴァルドリンド戦で瀕死の重傷を負ったアイシェラを治療したり、魔物を近づけさせない聖なる光を放つなど、強力な力を持つ（しかしその光は邪紋使いにも激しい苦痛をもたらすため、アーヴィンやアイシェラも巻き添えになってしまう）。テオが入信する素振りをまったく見せないのにも関わらず、彼に助力を惜しまず、システィナへも同行する。
魔法師のことを混沌を操る悪魔の僕と信じ切っており、魔女の修行も悪魔の所業と断言して憚らない。対するシルーカからも教会関係者であることと、更に恋敵と認識されたことで当初は険悪（？）な仲だったが（加えて彼女が若く極めて女性的な身体つきをしていたことも原因）、戦闘で協力していくにつれてお互いに態度を軟化させている。
実は聖印教会を設立した教祖の娘で、聖印を統合するための「聖杯」とみなされている。生まれた時から聖印を持っていたとされ（ただし、母親の胎内で譲渡された可能性は本人も指摘している）、一部の信者からは聖女と敬われている。テオと数々の戦いで行動を共にしたにも関わらず信者を獲得することは全くできていなかったが、聖印教会からはテオの数々の勝利に貢献したと評価され、テオがミルザーとの決着をつけた時期には聖印教会の重鎮として栄達を果たした。一方でプリシラ自身の意思を無視した栄達には本人が一番戸惑っており、彼女を知る司教や司祭からは彼女が得体の知れない陰謀に巻き込まれていることを心配されている。このため聖印教会の暗部に染まっていない教会関係者達によりテオによるプリシラの保護が要請されることとなった。
魔法師協会との最終決戦を前に殉死に近い形で落命、テオの王道を見届けることなく生涯を終えた。だが、その聖印は砕けて混沌核にならずに残り、テオに引き継がれた。

バルギャリー
声 - 山路和弘
異界ティル・ナ・ノーグ界に住まう猫妖精（ケット・シー）族の王族。次期王位継承者でもある。ただ、本作に登場するのは彼の投影体（影みたいなもの）であり、異界に住む本体とはほぼ別物である。
かつて実験用の投影体として地下の魔獣園に捕らえられていたところを、当時魔法学校の学生だったシルーカに救われ、それ以来彼女の良き友人となる。影から影に移動することができ、シルーカの連絡役を務めることが多い。
王族ゆえに口調が尊大で態度も大きいが、耳の後ろを撫でられることを好むなど猫らしい一面もある。また、シルーカの要望に応じた際は必ずご馳走を所望する（ご馳走につられて使いっ走りをすることもある）。 乱暴な愛で方をするアイシェラが苦手で、彼女の名前を聞くと毛が逆立つ。混沌の時代が終わり、最期はシルーカの腕に抱かれながら消えた。

エマ＆ルナ
声 - 鈴木みのり（エマ）、中島愛（ルナ）
人狼の女王クララの双子の末娘。髪の結び目が左右違うこと以外瓜二つだが、双子と呼ばれると怒る。 好奇心が旺盛で、互いの意見を互いに否定せずに許し合うので、二人揃うとどこまでも調子に乗る欠点がある。その欠点が災いし、黒魔女ヤーナに捕えられ、母であるクララを死なせてしまう。母の混沌核もエルマーに吸収され意気消沈するが、弔い合戦となるディミトリエ戦では誰もが攻めあぐねたディミトリエに対し、一体となったコンビネーション技でその腕をもぎ取るという戦果を挙げた。 その後は常闇の森の城代となったテオと共に残り、アーヴィンから侍女としての訓練を受ける。同時に邪紋使いとしての腕を着実に上げていき、システィナの混沌渦の正体であるカリブディスを倒し、その混沌核を吸収した後は、アーヴィンをして戦闘力だけなら自分をも超えたと言わしめる実力を身に着けた。黒魔女ヤーナと再会した時はその力を存分に生かして致命的な一撃を与え、母の仇を討った。

### 三大勢力

#### 大工房同盟
マティアス・クライシェ大公
声 - 野島昭生
マリーネ・クライシェの父。前大工房同盟盟主。大講堂の惨劇時にシルベストル・ドゥーセ大公と共に亡くなった。結婚式の際はシルベストルと対話し、渋々ながら二人の幸せを願うなど親らしい姿を見せていた。
同盟結成に漕ぎつけた偉大な先祖をもつ上に、先代の治世にて同盟から妻を得たアルトゥークの連合参加表明という一大事が発生し、家族を人質にとられた先代が戦闘継続を断念したことで味方であるノルド軍に裏切者として討たれたという壮絶な時代を経験している。このため打倒アルトゥークのため命を懸けていたが、娘であるマリーネがアレクシスと恋に落ちた上に従者達もマリーネを応援したため二人の結婚を認めることになってしまう。
早い段階で戦乱に身を置いていたこともあり、この世界の真の支配者が魔法師協会であることに気付いていた。このため君主による秩序の時代到来を魔法師協会が望んでいないであろう可能性をマリーネにも伝えていた。

マリーネ・クライシェ
声 - 茅野愛衣
ヴァルドリンド辺境伯にして、父マティアス・クライシェ大公亡き後の大工房同盟盟主。アルトゥーク伯ヴィラール・コンスタンスは従兄。 同盟と連合は敵同士ではなく真の敵は魔法師協会であるという真相に独力で辿り着いた数少ない人物。
エーラム留学時にアレクシスと出会い恋に落ちるも、大講堂の惨劇によって結婚は白紙に戻ってしまう （デーモンロード出現時はシルーカに助けられたため、今でも恩人として接している）。その後は和平も自分の幸せも諦め、武力による大陸の統一を目指して同盟を率いる。父や死んでいった兵士達の喪に服するため、ドレスも甲冑も常に黒を纏っている。
絶対に不可能と思われていたアレクシスとの結婚を実現するため、父を始め同盟の有力君主に働きかけて結婚式まで漕ぎ着けたが、その結果惨劇が起きたため、自分の我儘が父を死なせる原因となったと後悔している。また、本来は情に厚い性格であるが、自分が盟主を引き継いだ後の同盟の結束力が揺らいでいることを憂慮しており、求心力を維持するために敢えて苛烈な決断を下すようになった。
精神的に追い詰められた結果、人為的に混沌を引き起こすという蛮行を行い人々を震え上がらせる。従わぬ者はヴァルドリンド騎士団で全て殲滅するという非人道的な手法で恐怖政治を開始した。時には卑劣とも取れる手段で敵対勢力を制圧していく様が、同じく覇道を歩むミルザーの興味を引き、連合寄りだったダルタニアを同盟に寝返らせることに成功する。更に海洋王エーリク擁する北の大国ノルドの勢力をスタルクに入植させて南海へ進出させ、ダルタニア・ヴァルドリンドを合わせた三国で挟撃し、仇敵アルトゥークを討ち果たした。
ヴィラールを討った後も政治的に忙しい日々で疲労は日々悪化していく。ヴァルドリンドの威信を保たねばならない苦悩、ミルザーに貞操を捧げてしまった後悔、アレクシスへの懺悔などを経て精神的に限界を迎えてしまう。自分一人の人生を犠牲とすることで世界に争いを煽っている魔法師協会を打倒しようという悲壮な決意を固めるが、強力な戦力であったミルザーを失ったことで戦況は大きく変わったことを自覚する。自滅覚悟でテオと戦う覚悟を決めていたが、愛しあうマリーネとアレクシスが結ばれない世界であれば滅ぼすと宣言したテオの言葉で正気を取り戻す。ミルザーに貞操を奪われても自分を愛してくれているアレクシスとついに結ばれた。
アレクシスと結ばれた後は二人でテオに従属することを宣言、テオを皇帝として認めた。魔法師協会が支配する世界に異を唱えたテオに関しては皇帝に留まらない革命者の器であると注目している。のちに双子の男女を授かる。

アウベスト・メレテス
声 - 三上哲
マリーネの契約魔法師長。 メレテス一門の出身で、シルーカ、アイシェラの養父。
魔法師は君主の助言者であり、自らの感情を抑制し、偏向のない思考で君主に献策すべきとの考えを持っており、魔法師として行動する際は冷酷とも取れる判断をする。それは相手が養女であっても変わらないが、個人としては娘たちを愛している。テオのへの帰順を申し出てきたシルーカに対し好意的だったマリーネに対し、一度は連合の君主を名乗り、同盟の君主であるセーヴィス王と戦ったテオを迎え入れることで同盟内のが結束が緩んではいけないと進言。後のテオとシルーカの道筋を大きく変えるきっかけとなった。緻密な作戦を立て、正攻法を好むが、同盟から離反したムラード子爵を討つためスタルクを攻めた際にはあえて混沌災害（腐海の瘴気）を攻撃手段とする奇策を献策するという柔軟性も見せた。
メレテス一門の現門主であるティベリオ・メレテスを養父とする。極度の人見知りで、対人コミュニケーションを最低限こなせるように感情を抑制する術を身に着けた。性格には難があるものの魔法師としては抜群の才能の持ち主で、魔法大学の全科目を履修した虹の魔法師となる。マティアス・クライシェと契約し、当初は前述の性格により孤立して雑用ばかりを押し付けられていたが、20歳の時にアイシェラの養父となったことで感情のコントロールに改善が見られるようになる。マティアス亡き後はマリーネにより抜擢され、彼女の契約魔法師長に就任した。
マリーネが宰相に就いてのち補佐官を務めている。アイシェラを愛していることをようやく認め、妻に迎えた。

レイラ
声 - 佐倉綾音
マリーネ・クライシェの侍女。アーヴィンを慕っているが、二人とも相手に厳しく接してもらうのが好みなため密かに性癖の不一致を懸念している。
マリーネとアレクシスの恋愛関係についてはエーラム留学していた時から知っているため当初から好意的に受け止めている。アーヴィンと協力してクライシェ大公及びドゥーセ大公を裏側から説得した一人。
カミィ
声 - 小澤亜李
マリーネ・クライシェの侍女
マリーネとアレクシスの恋愛関係についてはエーラム留学していた時から知っているため当初から好意的に受け止めている。アーヴィンと協力してクライシェ大公及びドゥーセ大公を裏側から説得した一人。

エルマー
ヴァルドリンド騎士団の若き団長。父親が副団長であったことに加え彼自身も爵位をもっていたため団長に抜擢されており軍議へも参加している。フランツとは親友であり多くの叙勲を断ってまで自分についてきてくれた彼を大切に思っている。
それなりに鍛錬は積んでいるが親の名声が高かったことに加え勝ち戦しか経験してこなかったため逆境には弱い。セーヴィス王ナヴィルが支援を求めてきた際は加勢している立場にある自分達が優勢に戦いを繰り広げてたことから、自分達の加勢を得ても苦戦するナヴィルの責任を追及し結果的に戦死させてしまう。高見の見物をしていたつもりが、テオという流浪の君主に実質的な敗北を味わうことになったことに気付いて激昂、一転して総攻撃を開始するも単なる消耗戦になった上にアルトゥークの介入を受け全面的な敗北となってしまう
セーヴィスにおけるヴァルドリンドに影響力を失ったことに加え、大陸最強を誇るヴァルドリンド騎士団の名に傷をつけたことに悔やみながら退却する中、常闇の森に迷い込んでしまいヤーナの使い魔にされてしまう。ヤーナから魔王アデーレの復活に伴うアルトゥーク崩壊という嘘を吹き込まれた状態でヴァルドリンドへ帰国する。行方不明だった団長の帰国という事態により周囲から同情されていたが、マリーネの許可を得ず独断で騎士団の仲間と共にアルトゥークへ侵入、無抵抗の人狼族の命を奪うという蛮行を繰り返してしまう。
素性や蛮行が発覚した後は逆に人狼族から終われる立場になるがエマやルナを人質とする卑劣な戦いを続け女王クララの命を奪い、最終的には魔王アデーレの復活を成功させる。しかし、人道に反する戦い方をするエルマーに絶望したフランツ達に見切りをつけられたことで正気に戻る。正気に戻った後はヤーナに騙された自分がしてしまった数々の蛮行を謝罪、自ら望んで人狼族に斃されクララの命を奪った責任をとった。

フランツ
ヴァルドリンド騎士団の若き騎士。エルマーと違い身分は低かったものの数々の叙勲の対象となるほどの才覚の持ち主。年齢と身分がつりあわないエルマーを当初から支え続けてきたことから彼とは親友の間柄であり、彼が指揮権をもつまで叙勲を断り続けてきたほど大切に思っている。
ヴァルドリンド騎士団が敗北する原因となった戦闘方針を主張したエルマーが失意の中で退却し行方不明になったことを心配していたが、彼が無事帰国したことで安堵する。帰国したエルマーがアルトゥークへ侵入し人狼族の命を奪うという計画に誘ってきた際は激怒するが、ヴァルドリンド騎士団敗北の責任を感じるエルマーの覚悟に押される形で参加し仲間を集う。
アルトゥークへ侵入した後はエルマーと共に無抵抗の人狼族の命を奪ったが、エルマーがヤーナに操られていることに気付き失望する。即座に蛮行を辞めマリーネへ報告と謝罪を行うようエルマーに進言するが受け入れられることはなかった。罪のない人狼族の命を奪うことが非人道的な行為であることを何度も主張するも、エマやルナを人質とする卑劣な戦いで女王クララの命を奪ったエルマーに絶望する。エルマーと袂を分かった後は他の騎士団と共にアルトゥークに降伏、エルマーが行った蛮行を全て説明した。
ヴァルドリンドへ帰国した後はマリーネに全てを報告した後、責任をとって自害した。

ゲルハルト
ヴァルドリンド騎士団の新たな団長。マリーネのことを姫様と呼ぶなど慕っており忠誠心は厚い。実戦の専門家として指揮官を務めている。
戦争における大義の重要性を理解しており、マリーネが人為的に混沌災害を引き起こしてスタルクに勝利するを決定した際には懸念を示したものの代替案を提示できず受け入れる。その後はマリーネの狂気に引きずられる形でのヴァルドリンド騎士団の暴走を制止することができず後手に回っていたが、マリーネとアレクシスが結ばれたことでようやくまともな騎士団の運営ができるようになった。

ナヴィル・ジェルジェ
声 - 西凜太朗
セーヴィスを治める王。同盟所属。
テオ側から独立を認めるように交渉を受けるがセーヴィス全てが自分の物であるという返答をする。そのせいで、中立であった独立君主達の反感を買いテオ軍に敗北し撤退をする。その後同盟盟主のヴァルドリンドの支援を得て再侵攻するが、テオ達の策によりラシックと一騎討ちに持ち込まれ戦死し聖印はラシックの物になった。

ジェリコ・オリック
声 - 高橋伸也
フォーヴィス王。爵位は子爵。アルトゥークの進軍に伴い抵抗の意思を示したため、テオやミルザー達に従属君主などを崩され、自身はラシック軍に包囲された後にラシックと一騎打ちを行い敗北し聖印はラシックの物になった。
ブラニス
声 - 蓮岳大
フォーヴィスの独立君主で爵位は男爵。毒蛇という異名を持つ。ヴィラールの大親征伐の折りフォーヴィス王に従ったためヴィラールに使者としてミルザーを差し向けられる。だが、ミルザーを謀殺しようと計るが失敗し逆に部下ともども殺害された。
ラドヴァン・トーリアス
声 - 山本格
フォーヴィス領の港湾都市を治める独立君主。当初はフォーヴィス王と共に同盟側であったがテオとの戦いを経て連合側へ、その後はアルトゥーク条約側につくなど立場を変えつつもうまく乗り切り続けた。
君主としては珍しく民にも慕われておりテオもそんな姿勢に感銘を受けていたが、内心ではそれほど民の生活には興味はなく仁君として民に接しているのはあくまで演技に過ぎない。先祖が民を軽視する統治をしたため、彼自身が統治者となる以前は多くの人々から疑念を抱かれており、そういった人々を懐柔すべく徹底的に仁君として振る舞い最終的にはフォーヴィス領の港湾都市の人々の支持を得るに至った。彼自身を含めほとんどの人が気付いていないが、実は初代コルネーロの統治方法と同じく民を扇動し民の支持を最大の武器としている。
フォーヴィスがヴィラールに従わなかったため、フォーヴィスに味方するがテオ達と戦っても敗北は必至なため落としどころを探っていたが。テオの説得に訪れたことを絶好の機会と判断し会談に応じる。わざと民衆たちが囲む広場にて大声でテオと対話、自身が望まぬ戦いに巻き込まれた仁君であることを最大限に宣伝し、あくまで民を守るためにやむをえずテオに降伏した誠実な人格者を演じきった。テオの方でもラドヴァンが民から支持を得るためならば何でもやる人間だと判断し、わざとその演技に乗じることで無血開城を実現した。
ヴィラールの陣営にはいり後にテオの陣営にはいった後も、行動するのは民からの支持を得られると判断した場合のみの人物として戦略に加えられている。このため彼の本性を知る人々の間では味方ではあるが、彼の利にならない場合には戦力として扱えない君主という認識になっている。
アルフレート・シェークス
声 - 内田直哉
クローヴィス王。ヴィラールの大親征のおり、フォーヴィス王と共にヴィラールに従わなかったため軍を差し向けられるがフォーヴィスが5日で落ちたと知ると降伏しヴィラールに従属した。同盟から連合に移った後のアルトゥーク陥落後はアルトゥーク条約側につき、立場を変えつつもうまく乗り切り続けた。
君主は代を重ねた名門がなるべきと考えており平民上がりのテオやラシックのことを快く思っておらず条約成立のおり、寝返り組なため名門であるセルジュを盟主に推挙し発言権を強めようとしたがセルジュが固辞して失敗する。結果的にラシックが盟主になることを渋々了承することになる。
テオがシスティナを平定し帰還してきた後もテオが盟主になることを暗に反対する発言をしている。
ミルザーとの決戦も武勲を立てて発言権を強めようとするがミルザーの猛攻に撤退をすることになり、時代が変わりつつあることを痛感した。
ミスラフ・シェークス
声 - 金子誠
アルフレートの継嗣で父親と違い考えが柔軟なため、世襲君主ではないテオが一代で名を挙げたことも好意的に受け止めている。父に従い同盟から連合に移った後、今度がアルトゥーク条約に参加など数奇な運命を辿るが、時代の変化を感じさせられる戦乱を間近で見られる自身の立ち位置を前向きに受け止めている。
ミルザーとの決戦が初陣であり父親により戦功を建てさせる目的で連れてこられたが、最後の決戦と覚悟を決めたミルザーの猛攻の前に撤退した。戦闘自体は敗北するも、混沌の時代において選ばれし者である立場の人々が平民達と平等に落命していく戦場を見たことで混沌の時代の終わりを確信した。
ミルザーとの決戦後父親から爵位を受け継ぐ。
パーヴェル・ムラード
声 - 蓮岳大
スタルクの領主で爵位は子爵。負け続けている同盟に見切りをつけて、連合への寝返りを画策し籠城していたが、スタルク征伐に動き出したヴァルドリンドに混沌災害を利用され瘴気を城内に送り込まれ動けなくなったところをマリーネに刺されて戦死した。
ナユタ候
声 - 多田啓太
シャーン候
声 - 相馬康一
ノルド伯
声 - 石谷春貴
クバン候
声 - 蒔村拓哉
カリム候
声 - 高橋伸也

#### 幻想詩連合
シルベストル・ドゥーセ大公
声 - 江原正士
アレクシス・ドゥーセの父。前幻想詩連合盟主。大講堂の惨劇時にマティアス・クライシェ大公と共に亡くなった。
老練にして狡猾であり巧みな交渉術に長けている。綿密な根回しで盟主として推薦されることに成功し、盟主就任の際は騙されたと感じる従属君主がいたほど政治の駆け引きが上手かった。
マティアスほどではないが連合と同盟が決着をつけることを望んでいた最中、息子であるアレクシスがマリーネとの愛を語り出すという自体に直面する。両大公の従者なども二人の恋路に賛同したため渋々ながらも二人の恋愛を容認、マティアスと対面した際は複雑な心境ながらも二人の結婚を祝福しようとしていた。
実は生前、魔法師協会から鉄甲船の技術を得ていた。当時は無用の長物と周囲から嘲笑されていたが、後に息子のアレクシスによって歴史を覆すほどの切り札となった。
アレクシス・ドゥーセ
声 - 井口祐一
シルベストル・ドゥーセ大公の息子で、ハルーシア候。エーラム留学時にマリーネ・クライシェと出会い恋に落ちるが、大講堂の惨劇が起こったことで結婚は白紙に戻ってしまう。
テオとは年が近く、彼が爵位と引き換えにシルーカとの契約を継続したことを愛ゆえだと思っているため（実際に噂がそう広まっていたためでもある）、マリーネへの愛を抱き続ける自身を重ねて親近感を覚え、非公式に友人関係を結んだ。
「ハルーシアの太陽」と称されるほどの美男子で、詩や絵画などあらゆる芸術に秀でている。優しい性格の持ち主で、惨劇後もマリーネを変わらず愛しており、彼女との結婚による和平の実現を諦めきれていない。このように非常に夢想家ではあるが全ての人々の幸福のため全力を尽くすなど、平時の君主としては意外にも大切な素養を数多く持ち合わせている。一方で乱世の君主としては覚悟が足りず、当初は政治的に無能であった。
アルトゥークが中心となって同盟に打撃を与え、同盟撃破の最大のチャンスが訪れた際にも和平交渉の継続にこだわった。この点をドーソン候に利用されてしまい、同盟と密約を結んでいた彼の専横を許してしまった。
自身の優柔不断な態度がアルトゥークを孤立させ、援軍を出すことも出来ないままヴィラールの死を招いてしまったことを深く悔やむ。自らも覚悟を決め武力によって同盟を止めることを表明しドーソン候の専横を一掃、後に一時的な自暴自棄に陥りかけるもテオの説得によって連合盟主としての責務を果たし始める。
後に反乱を起こしルクレール伯を討ったドーソン候を自らの手で粉砕、ノルドの再侵略に対しては後世に「プレトランド沖海戦」と呼ばれる海戦にて自ら陣頭にたち、芸術的な采配で指揮をとった。切り札である鉄甲船を投入するという英断により、海戦では無敵と謳われた海洋王エーリク相手に大勝利を収めエーリク本人も討ち取ることに成功する。
ミルザーがテオに討たれた後、もはや自滅覚悟でテオと戦う覚悟を決めたマリーネの前で全軍と共に薔薇を意識させる形で戦場へ登場、最初にマリーネに愛を告げた時と同様、自分は全ての人々の幸福を願いマリーネを愛し続けているままであると表明した。たとえミルザーに貞操を奪われてもマリーネを愛していることを皆に宣言し、ついにマリーネと結ばれた。
マリーネと結ばれた後は二人でテオに従属することを宣言、テオを皇帝として認めた。始祖皇帝テオにより大陸統一がなされた後、彼が皇帝を退位したのちに招集された選帝会議にて二代目皇帝に選出された。

ノエリア
声 - 山村響
ドゥーセ家の侍従長を務める女性。アレクシスのエーラム留学にも帯同しており自身もアレクシスのために戦うこともある。
アレクシスとマリーネが恋愛関係となったことでアーヴィンとも顔馴染であり、二人が結婚できるよう尽力していた一人でもある。

ホスティオ・フィグリス
声 - 遠藤大智
アレクシスの契約魔法師。長年に渡りドゥーセ家に仕えてきた存在であるが、「大講堂の惨劇」以降はドゥーセ家に見切りをつけ円満な退職を狙っている。エーラムに帰還し魔法師協会での栄達を狙っている節があるため、ドゥーセ家の外交実務担当として奔走しているセファウドからは軽蔑されている。
同盟と連合、そして条約も加え二転三転する状況の中、三盟主会談にもアレクシスの契約魔法師長として参加するが「大講堂の惨劇」を引き起こした黒幕が魔法師協会だと指摘され驚愕する。三勢力の首脳陣が魔法師協会との戦いを決意したことを契機に魔法師としてエーラムに帰ることを宣言、アレクシスから長年ドゥーセ家を支えてきたことを感謝され袂を分かった。
エーラム帰還後は無事栄達したらしく、エーラム攻防戦では副将として参戦する。最初から勝ち戦と事態を楽観視していたエーラムの魔法師たちと違い、乱世の君主として覚醒したアレクシスの実力を素直に認め、三盟主及び三大勢力が本当の意味で一つにまとまっていることを確信する。長年エーラムで出世してきた生え抜きの魔法師たちに警戒を呼びかけるも新参の副将と軽視され意見を認められず、三大勢力の戦略や戦術を見抜きつつも戦況を好転させることができないまま敗北する。ホスティオ自身は己を含めエーラム至上主義から脱却できなかったものたちの当然の敗北と受け入れていたらしく、敗北の責任の一端を担うべく自害するという最期を選んだ。
【テレビアニメ版】
基本的な設定は原作に準拠しているが、最期の瞬間のみ原作と大きく異なる。アニメにおけるエーラム攻防戦においてはサイクロプス復活を担当する魔法師の一人として参戦、暴れだしたサイクロプスに踏みつぶされる最期を迎えた。

セファウド・ラトキス
声 - 高橋伸也
アレクシスの契約魔法師。アレクシスにより大工房同盟との外交担当として派遣されていた。時代が平時から乱世に変わったにも関わらず、それまでと同様の感覚でマリーネのことをあきらめられないアレクシスに内心あきれているが主への忠誠心は忘れていない。実はマリーネとアレクシスの結婚式開催まで漕ぎつけた外交担当こそが彼であり、「大講堂の惨劇」がなければ大陸に平和をもたらした立役者として歴史に名が記されることは確実視されていた。
同盟と密約を結んでいると噂が絶えないドーソン候が中心となって進めた同盟との和平交渉の成功は当初から期待していなかったものの、それでも事態を改善すべく外交での解決を目指して交渉を続けた。アレクシスの未練がましい恋心やドゥーセ家に見切りをつけた契約魔法師長ホスティオが円満な退職を狙っているため、ほとんど孤立無援の状態で外交魔法師としての責務を果たしていた。
後に精神的に追い詰めたられたマリーネが非人道的な手段を使ってでも戦争を始める決意を固めたことで交渉は破綻、外交関係を完全に遮断することも辞さないマリーネの変貌ぶりに驚愕しつつ帰国する。帰国後に開かれた連合の会議では和平交渉失敗の責任者としてドーソン候から言いがかりをつけられて事あるごとに嫌味を言われてしまう。マリーネの変貌を受け入れられず同盟への完全従属まで提案するアレクシスや同盟に有利な和平交渉を続けようとするドーソン候をはじめとした連合に呆れ果て、連合の無力ぶりを吐露、連合が抱える問題点を指摘した後に自ら責任をとって自害しようとするもアレクシスの従者が機転を利かせたことで生き延びることとなった。

イリナ
声 - 涼本あきほ

ヴィラール・コンスタンス
声 - 櫻井孝宏
アルトゥークを治める伯爵。若い女性の魔法師としか契約せず、しかも25歳になると契約を解除することから「好色伯」と揶揄されているが、実際は契約魔法師に手を出したことはない（女性としか契約しないのは、古くから魔女信仰が盛んなアルトゥークでは女性の魔法師が受け入れられやすいからで、25歳で契約を破棄するのは、その後の彼女達の人生を縛らないため）。
大講堂の惨劇を食い止めようと唯一動いたシルーカを気に入って契約しようとするも、彼女が勝手にテオと契約したことで破談寸前になる。策略家で戦の達人でもあり、テオの軍を全滅させようとしていたヴァルドリンド軍の背後を突いて潰走させた。側近の契約魔法師はマルグレット、ラウラ、ヘルガ、コリーンの4人だったが、他にも契約魔法師はおり、それぞれ従属君主の契約魔法師として派遣している。シルーカについては自らの魔法師団に所属させた後テオの元に派遣したという体裁を取り、反故になりかけた契約を維持した。
母は前同盟盟主マティアス・クライシェの妹フローリアで、マリーネ・クライシェは従妹。先代である父リシュアンが祖父のユルゲン・クライシェを裏切り連合所属となったという経緯から、同盟盟主であるクライシェ家とコンスタンス家の間で長い間葛藤してきた。コンスタンスを呪った母とクライシェの血を恐れた父から充分な愛情を得られなかったことが、後の彼が愛情を恐れ、特定の女性と深い縁を結ばないことの遠因にもなっている。
幻想詩連合の重鎮だったが、あくまでマリーネとの婚姻による和平を望むアレクシスを無下にできず、連合内で孤立を深める。更に皇帝になるほどの野心がないことを理由にミルザーの離反を招いてしまい、陸からはヴァルドリンド、海からはダルタニアの攻撃を受ける。当初は持ちこたえられると踏んだが、次いでノルドの大軍が押し寄せたことで敗北を悟った。マルグレットを連れて最後の戦いに赴き、ヴァルドリンドの重装騎士団の聖印弾を受けて戦死。彼本人はマリーネとアレクシスが結婚することを望んでおり、最期の瞬間までマリーネの幸せを願っていた。
彼の死後、その意思はテオとアルトゥーク周辺君主に受け継がれ、後のアルトゥーク条約発足へと繋がっていくことになる。

マルグレット・オディウス
声 - 甲斐田裕子
ヴィラールの契約魔法師長。ダルタニアの出身で、炎を祭る聖火教の巫女。元々自然魔法師だったが、魔法大学に留学し、魔法師としてヴィラールと契約した。
登場時は25歳の誕生日を間近に控えており、契約解除後は故郷に戻って巫女となるはずだった。連合の君主会議の前に誕生日を迎え、一度はヴィラールの元を去ったものの、ミルザーのクーデターにより故郷を失って再びヴィラールを助けるために駆け付ける。ヴィラールが愛情を恐れていることを知りながらも彼を純粋に愛しており、最後に彼がその想いを受け入れてくれたことに至上の喜びを感じながら、捨て身の炎の魔法「業火」を行使。多くの敵を巻き添えにしながら戦死した。

ラウラ・ハードリー
声 - 安済知佳
ヴィラールの契約魔法師。静動魔法の使い手。エーラム魔法大学ではシルーカの先輩にあたる。魔法師の才能は親から子へ遺伝するものではない中で、両親共に魔法師という数少ない純血の魔法師。そのため幼いころから英才教育を受けてきた。
マルグレットの契約解除後はヴィラールの契約魔法師長となる。アルトゥーク戦役では敗北を悟り、城に攻め寄せたマリーネやミルザーの目の前で服毒自殺を図ったが、一時的に: 仮死状態になっただけで生き延びていた。一度はエーラムに戻るものの、仕えた主をなくした喪失感は大きく、新たな契約魔法師を求めていたエドキアと契約を結ぶ。
新たな主を得た後、ウルリカの進軍に直面するが略奪を好むノルド出身者の心情を見抜き、事前に物資を樽で海に流すという奇策で応じることをエドキアに進言する。この策は受け入れられたことで興を削がれたウルリカが進軍をためらい、その鬱憤を支配地での暴政という形で晴らすなど後々の戦局に大きな影響をもたらす。その代償としてエドキアの私財だけでなくハマーンの国庫もほとんど尽きてしまい、ウルリカと戦って勝利しなければならない状況にまで追い込まれる。この点についてはラウラも申し訳なく思っていたらしく、かつての華やかな衣装ではなく、その場しのぎの布程度の衣服で耐えるエドキアの姿を見て素直に謝罪している。
備蓄がほぼ完全に尽きた段階でついにウルリカの大軍を迎えることになるが、戦闘をためらう部下達に対しエドキアが全裸で演説し激励するという奇想天外な方法で将兵たちに己の覚悟を見せつけた際にはラウラ自身もほぼ全裸で登場することになる。（ラウラ自身は全裸で演説せずには済んだことを安堵しているが、最終的には自身も全軍の前で全裸という状況になったことで、自分が新たに仕えた主の胆力を未だ見抜けていなかったことを喜ばしく感じている。）エドキアの壮絶な覚悟を理解した将兵達の士気は寡兵とは思えないほど圧倒的なものとなり、ウルリカが無理やり連れてきたスタルクの奴隷兵達がウルリカに反乱を起こすほどの影響をもたらした。
ウルリカを追い払った後はエドキアと共にスタルクの奴隷兵達も庇護下に置き、ノルドの勢力が大陸から一掃されたことで国力の回復に協力している。
エーラムの粛清で多くの魔法師が魔法師協会か君主かで帰順を迷う中、躊躇わずエドキアを支え続けることを明言。エーラムに戻るようにと伝えてきた両親には、自分は死んだものと思って欲しいと伝えた。

ヘルガ・ピアロザ
声 - 内山夕実
ヴィラールの契約魔法師。生命魔法を真髄まで極めたといわれる生命魔法師。
アルトゥーク戦役ではヴィラールの死後も一角獣城にとどまって敵味方問わず治療を行い、戦後はエーラムへ戻った。システィナ解放後にエーラムに立ち寄ったシルーカにスカウトされ、テオの契約魔法師団に加わって共に戦う。

コリーン・メッサーラ
声 - 本渡楓
ヴィラールの契約魔法師。創成魔法の使い手で、素早く魔法を唱えるのは苦手だが、時間をかければ大掛かりな錬成魔法を構築することができる。
自作の魔法器（アーティファクト）をいくつも所有し、アルトゥーク戦役ではそのうちの一つ「光線鏡」（太陽光を蓄積し、放射する巨大な鏡）を使って多くのダルタニア船を炎上させた。
一角獣城に攻め込まれた際に死亡したと思われていたが、人狼のジードに助けられており、ひそかに人狼の里に移住していた。死んだと思われていることを逆手にとって魔法杖を捨て、ジードの妻となる。打倒ミルザーを掲げて常闇の森に戻ったテオやシルーカと再会した。10巻エピローグにてすでに3人の子供が産まれ、4人目を懐妊中とのこと。

オイゲン・ニクラエ
声 -相馬康一
ヴィラールの先代からコンスタンス家に仕えるアルトゥークの男爵。アルトゥークの北の守りを任されている。
不器用だが実直で裏表がなく、その武人然とした精神から部下には慕われており、死地に赴く際には多くの部下が彼に従うなど人望に恵まれた人物。ヴィラールから派遣された契約魔法師デアドリに一目惚れし、作中で妃に迎えた。武骨でいかつい人となりで、その勇猛さや武勲によって先代のころからいくつもの勲章をもらっている。ヴィラールに従属したばかりのテオに対しては最初こそ新参者の騎士として冷たくあしらったが、礼儀を弁えた若者と分かったことで和解。その後は態度を軟化させ、以後テオとは何度となく共に戦うことになる。
ミルザーがダルタニアの太子であったころから面識があり、民衆の統治に対する考えの違いはあっても関係はそれなりに良好であった。ヴィラールとミルザーが子供のころから付き合いのある仲であったことも知っており、ヴィラールからの信頼を利用する形で裏切りによる勝利を選んだミルザーのやり方には激怒した。アルトゥーク戦役後はミルザーからの従属勧告を無視しミルザーが領主として部下を派遣する度に討伐、ミルザーの統治に逆らう民衆の拠り所として各地で遊撃戦を指揮しダルタニア軍を苦しめた。結果的とはいえ単独で戦局を覆しかねない武力を誇るミルザーがアルトゥークでの失政の立て直しに専念しなければならず、アルトゥーク以外へ出向くことができないという戦局をも左右する状況を作り出した。
テオがシスティナを解放したことを心から喜び、その帰還を心待ちにしていたが、アルトゥーク解放の機運が高まることを恐れたミルザーが魔女や人狼の集落を焼き討ちにし、民衆に危害が及ぶと分かると自ら打って出ることを選ぶ。決戦の前夜に我が子を授かったことを知り、デアドリとその子の幸福を願いながら最期の戦いへ望む。民衆を犠牲にしないため、民衆からの支援を全て断り、己の戦力のみでミルザー率いる精鋭部隊へ突撃するという命懸けの作戦を決行、一方的な勝ち戦を想定していたダルタニア軍を蹂躙しミルザー直属の本隊以外を壊滅させるという最期の大戦果を挙げる。オイゲンの壮絶な覚悟を理解したミルザーが一騎打ちに赴いた際、満身創痍の体で勝負に挑み敗北、テオの帰還を待たずに戦死する。
オイゲンの戦死によりアルトゥークにおけるダルタニア軍への抵抗運動は表向き収拾され、テオの帰還までは面従腹背の雌伏の抵抗運動を続けることとなった。

デアドリ・ニクラエ
ヴィラールの契約魔法師。内気で人見知りが激しく、主にもなかなか意見が言えなかったことから直属の契約魔法師から外され、オイゲンの元へ派遣された。
当初はオイゲンも怖がっていたものの、ある日彼の方も自分に遠慮しているのだと気付き、その不器用ながらも誠実な人柄に次第に惹かれていった。その後オイゲンの妃となり、その子を授かるが、時を同じくして夫が戦死。その後は人狼の集落に身を寄せていたが、本来契約していた君主が死んだ場合は契約解除となってエーラムに戻らねばならず、身重の身もあって迷っていたところをシルーカの提案によってテオと再契約し、テオの魔法師団に入る。
エーラムの粛清が始まった際には、我が子を育て上げてニクラエ男爵家を再興することが望みだと言い切り、君主側に付くことを選んだ。

セルジュ・コンスタンス
声 - 下野紘
レガリア伯。アルトゥーク伯ヴィラール・コンスタンスの異母弟で、アルトゥーク先代リシュアンと後妻の間に生まれた。
遊牧民の土地で、決して肥沃とはいえないため対立も多いレガリアの地を、よく各部族を回ってその意見を聞き、井戸を掘り、オアシスを開拓するなどこまめで丁寧な統治を心がけることで良い領主と言われている。
ヴィラールを非常に尊敬しているが、少々性格が気弱であり、兄を敬愛するあまりに冷静な判断力を欠くことがある。アルトゥーク戦役においてはヴィラールの窮地と知るや否や、罠だと看破した契約魔法師のエレット・ハルカスの警告にまったく耳を貸さずに突撃してしまい、反転して攻め寄せたヴァルドリンド軍に蹂躙され、逆に自らが窮地に立たされてしまう。更にその自身を救うために駆け付けたキルヒス王ソロンが戦死し、深い自責の念に駆られる。
故ヴィラールを慕う者達で結成されたアルトゥーク条約において、ヴィラールの弟でありコンスタンス家の当主となったセルジュは筋においても血統においても条約の盟主に相応しく、家名と伝統を重んじるクローヴィス王アルフレートも彼を熱心に推挙したものの、アルトゥーク戦役の記憶から自分は器ではないと固辞。その後度重なるミルザーのレガリア遠征に何度となく立ち向かい、そのたびに逃亡を重ねたことで、ラシックに「逃亡伯」というあだ名を付けられている（当初は不慮の逃亡だったが、次第に逃亡することがお約束になり、エレットも主の逃亡を前提に戦略を立てるようになった）。アルトゥーク解放戦では、テオの軍勢が整い、ラシック率いる条約軍が到着するまでの時間を稼ぐためにレガリア城に白旗を揚げさせて自らは逃亡するという、さすがのミルザーも呆気にとられる大胆な作戦を行う。その後、ミルザーが条約軍と激突した隙をついてレガリア城を奪還し、戦場に馳せ参じた。
システィナからテオが帰還し、ミルザーを討ち果たした後は、コンスタンス家の当主の座を弟のイゴール（声 - 石谷春貴）に譲り、自らは母親の姓ステレアを名乗ってセルジュ・ステレアとしてテオに従属した。

エレット・ハルカス
声 - 松井暁波
セルジュの契約魔法師。非常に現実的な思考の持ち主なため希望的観測による失敗とは無縁。目上の相手に対する諫言も臆することなく行うため、セルジュにとっては兄以外で頭が上がらない数少ない存在。魔法師が戦場での不慮の事故、君主から使い捨ての駒扱いされる以外で命を奪われる危険が低いことを熟知しており、自分が落命しないことには一定の確信を得ている。
アルトゥーク戦役でも敵軍の戦術や罠を看破していたが、ヴィラールの危機で冷静さを欠いたセルジュが突撃したため戦力を喪失、魔法師が戦陣で無粋な魔法を使わなければならなくなった段階で敗北は必至と冷静に判断し半ば本気でセルジュに愛想を尽かそうとしていたが、セルジュが改心を約束したためソロンの救援がくるまでセルジュを守り抜いた。
セルジュが自分の諫言をきちんと聞くようになってからはセルジュに対する厳しい態度に喜びを感じている節があり、セルジュの逃亡が戦略的に有効と感じてからは徹底的に逃亡を前提とした作戦を次々と献策している。その鬼畜さながらの献策ぶりと献策を全て受け入れるセルジュの組み合わせは君主達の間で畏怖の対象となっている。

エドキア・カラーハ
声 - 行成とあ
ハマーンの女王で海上要塞ともいえる「海の宮殿」を所有。契約魔法師のソーラスを始め、多数の男を平等に愛した背徳の女王と呼ばれている。
アルトゥーク戦役時にはヴィラールの要請に応えて援軍として海の宮殿を出撃させ自身もそれに座乗する。当初はダルタニア船団に優位に立っていたが、途中介入してきたノルドの大船団の前に劣勢に立たされソーラスに気絶させられ小舟に乗せられる形で脱出させられる。海の宮殿が爆沈したのを見ると号泣をした。
ウルリカの進軍に対してはラウラの策を受け入れ、略奪される前に物資を樽で海に流すという奇策で応じる。これにより興を削がれたウルリカが進軍をためらい、その鬱憤を支配地での暴政という形で晴らすなど後々の戦局に大きな影響をもたらす。その代償としてエドキアの私財だけでなくハマーンの国庫もほとんど尽きてしまい、ウルリカと戦って勝利しなければならない状況にまで追い込まれる。
備蓄がほぼ完全に尽きた段階でついにウルリカの大軍を迎えることになるが、戦闘をためらう部下達に対しラウラと共に全裸で演説し激励するという奇想天外な方法で将兵たちに己の覚悟を見せつける。エドキアの壮絶な覚悟を理解した将兵達の士気は寡兵とは思えないほど圧倒的なものとなり、ウルリカが無理やり連れてきたスタルクの奴隷兵達がウルリカに反乱を起こすほどの影響をもたらした。
ウルリカを追い払った後はスタルクの奴隷兵達も庇護下に置き、ノルドの勢力が大陸から一掃されたことで国力の回復に成功した。

ソーラス
声 - 松田修平
エドキアの契約魔法師。元々は彼女の教育係を務めていたが、彼女の誘惑に乗る形で愛人となった。
当初はエドキアが新しい愛人を作る度に嫉妬していたが、エドキアが複数の愛人を抱えるほど情熱的な女性だからこそ自分の想い人なのだと理解している。現在でもヨアヒムをはじめ多くの愛人と性交している最中でも普通に会話するなど当人同士の関係は至って良好。
アルトゥーク戦役時にはエドキアらとともに海の宮殿に座乗。最終的にノルドの介入により敗北を悟りエドキアを脱出させた後、奮戦するが戦死。

ヨアヒム
声 - 鈴木崚汰
エドキアの愛人兼海の宮殿の砲術技師。
魔法大学では炎をはじめ砲術関係の魔法でしか芽が出なかったため魔法適性無しという落ちこぼれ扱いされ、火薬ギルドに移動して砲術技師となる。魔法師にとっては弾切れが生じない砲撃専門の魔法師という消耗品扱いで派遣されるという屈辱を意味する魔法師協会のやり方に絶望させられるという壮絶な過去をもつ。
射石砲の技術が魔法協会からハマーンに譲渡された際、射石砲の部品の一部としてヨアヒムもハマーンに赴くことになる。ハマーンでも魔法師扱いされないという過酷な人生を覚悟していたが、自分を使い捨て扱いされた魔法師ではなく一人の男性として愛してくれたエドキアのことは大切に想っている。
アルトゥーク戦役ではエドキアと共に出撃、ダルタニア船団相手に優勢に戦いを続けるもノルドの物量戦で窮地に立たされる。エドキアを脱出させた後、最後は射石砲に火を投げ入れノルドの兵士を道づれに自爆した。

ソロン・ダラーラス
声 - 徳本英一郎
キルヒス伯。劇場王とも呼ばれ演劇に例えて兵士達を鼓舞することを得意とする。アルトゥーク戦役においてヴィラールの要請に応えて救援に駆け付けるが途中セルジュの危機を知り急行しセルジュ達を救出する。その後もヴァルドリンドと戦闘に入るが最終的にヴァルドリンドの物量に押されキルヒス軍も壊滅しソロン自身も戦死した。

ヨルゴ・ダラーラス
声 - 高橋伸也
キルヒス伯の息子。父親と違い感性ではなく綿密な計算で物事を判断するなど性格はまるで異なる親子。
ソロンが爵位を継承せず戦死したため最小限の爵位しかもたない状態でテオ達に合流。アルトゥーク周辺でも有力諸侯であるキルヒス伯の爵位が受け継がれなかったことを惜しまれるも、結果的にアルトゥーク条約発足時の盟主争いに巻き込まれずに済んだ。
アルトゥーク条約がダルタニア軍とぶつかった際には戦力の一端として参加、ミルザーと真っ向勝負となる。それまでの機能的な反面で無味乾燥とした戦い方をやめ父であったソロンを彷彿とさせるような芸術的かつ無意味で酔狂な戦い方を開始、寡兵であるにも関わらず劣勢を感じさせない態度で士気を大いに盛り上げてミルザーに対峙した。戦闘自体はヨルゴの完敗でありダルタニア軍に蹂躙されて終わったが、ヨルゴ自身は無事生き残り自身の敗北も手記として記録、劇場王と称されていた父の生き様に歩み寄りを見せた。

クルート・ギャラス
声 - 加藤将之
ルクレール伯爵。先代である父親は同盟の軍事力の高さを見抜き、早い段階で連合結成に貢献した偉人であり戦場で壮絶な戦死を遂げている。このため父親からの意志を継ぐ誓約伯、もしく遺剣伯として名高い存在。実は先祖はノルド出身者であり、後に大陸へ渡って土着の君主となったという異例の家系。
ヴィラールとは公私共に親しくアルトゥークの現状もよく理解しているため何かにつけて協力している。父親同様に時代の変化にも気づいており、「大講堂の惨劇」以降の状況では連合と同盟がそれまでと同様に和平交渉を続けるのは難しいことも見抜いていた。連合の君主会議においてもヴィラールを排そうとするドーソン候の陰謀を阻止しようと尽力していたが、マリーネを想うアレクシスが乱世という現状を理解していなかったことが災いし、最終的にはヴィラールが単独で同盟と対峙さざるをえない状況に陥ってしまい激怒した。
ヴィラールの戦死後の連合会議では和平交渉継続を訴えるドーソン候を一喝、ドーソン候が同盟と密約を結んでいる可能性を大勢の前で指摘する。その後はヴィラールが信じたアレクシスの目が覚めることを信じ、同盟や条約に加わらなかった連合側の君主達をアレクシスのもとで結束できるよう尽力した。同時にドーソン候を排した連合の全君主相手に同盟と戦うための資金提供に関する交渉に奔走、資金提供に成功した後は大陸中の傭兵部隊を大動員し戦場を駆け巡った。勝敗の知れぬ戦いに臨むため家族と離婚してまで出陣するという悲壮な覚悟を固めていたが、海洋王エーリク率いる大部隊相手に大勝利を収め連合に進軍してきたノルドの勢力を一掃した。
その後も連戦を続けていたが多くの損害の補給と回復が必要な中、ヴァルドリンドと決戦し、ドーソン傭兵団の裏切りもあり最後は敵陣に単騎で突入し壮絶な戦死を遂げた。

ベルナール・デュラム
声 - 横堀悦夫
ドーソン候。ヴィラールと連合を二分する重鎮。ヴィラールを政敵と見做し、彼を孤立させるため様々な策略を繰り広げた。
連合が同盟に従属するようお膳立てをすれば好待遇で迎えられるという密約を同盟と結んでいるとまことしやかに語られており、ほとんどの君主がその噂を肯定するなど人望は非常に薄い。一方で悪い意味での政治力はそれなりに高く、ヴィラールがテオ達の救援に向かった際は連合と同盟の争いを引き起こした責任者として追及する。自身の発言の矛盾をヴィラールに指摘され一時は窮地に追い込まれるが、マリーネを想うアレクシスの恋心を利用して逆転に成功、和平交渉継続という形でヴィラールを孤立無援の状況に追い込む。
ヴィラールがたった一人で同盟・ダルタニア・ノルドという大勢力と戦い散ったことで自分の勝利を確信、情勢の変化に驚愕しつつも連合においては自分こそが中心となることを確信していたが、同盟と密約を結んでいたことを自ら暴露する形になってしまい他の君主達からは裏切者として見捨てられてしまう。アレクシスを傀儡として自身が権力を握るという計画は寸前まで実現可能であったはずが、肝心の自分自身が連合のまとめ役としての立場を失ったことで水泡に帰してしまった。
他の君主達に見捨てられた後も策謀を続け、密かに雇った傭兵達を使い連戦を続けていたルクレール伯を急襲、戦死させることに成功する。自らの取り巻きである従属君主達を集め、ルクレール伯を戦死させたことを自慢し同盟に寝返ること宣言する。そういった逆恨みの行動や大義に反する行動は取り巻きの従属君主達でさえ呆れさせるものであったため、全ての取り巻きにさえ見捨てられてしまう。このためとうとう一人で同盟に寝返る結果となった。皮肉にも彼が謀略を駆使して孤立無援に追い込んだヴィラール同様、彼自身も連合内で孤立無援の状況に追い込まれる結果となった。
最後には侮っていたアレクシスとの合戦となり、完膚なきまでに敗北して終わった。

#### アルトゥーク条約
テオ・コルネーロ

シルーカ・メレテス

サトゥルス・アクイナス

アーヴィン

アイシェラ

ラシック・ダビッド

モレーノ・ドルトゥス

ペトル・モルバ

グラック

ルーカス

ナタリア・ラージョ・モードリ

プリシラ・ファルネーゼ

バルギャリー

エマ＆ルナ

### システィナ
ペデリコ・ロッシーニ
声 - 松山鷹志
テオの故郷であるシスティナを治める領主で圧政を強いている中肉中背の小柄な男性。初代コルネーロの実態を知っている数少ない存在。政治家としては噂と違い優秀であり、富裕層とスラム街と農村を棲み分けさせたうえで対立を煽り、そのうえで統治機構として自分達が君臨するという荒業を制御している。
ハルーシアで開かれた君主会議を前に催された晩餐会でヴィラールにテオを紹介され、彼がロッシーニ家に因縁のある家名を名乗っていたことから宿舎へ刺客を放つもその場にアレクシスがおり、刺客もすべて撃退されたことから連合を除名されシスティナ領へ引きこもることになる。
初代コルネーロのような愚かな政治屋を産み出さないため故意に恐怖政治を維持していたが、テオの帰還をきっかけにしたシスティナの動乱においては時代の変化を確信する。自分の身を犠牲にしてでもジュゼルを逃がそうとするが、ジュゼルの説得を経てテオと交渉の末に降伏。テオ達の手によって斬首された。
これまで敵であっても生存している場合にはできるだけ処刑という方法をとらず生存させて時代に貢献するよう促してきたテオが終始一貫して公開処刑にこだわった珍しい例であり、斬首された際も特に後悔を見せずジュゼルの前で淡々と事後処理に移るなどテオらしくない冷酷さを見せつける形となった相手として生涯を終えた。（シルーカと出逢う前に豪農から暗殺者へと堕ちるまでの壮絶な人生を歩んだテオが普段は見せない姿を見せるほど恨むべき相手であり、それまで過去の遺恨なく戦ってきたラシックをはじめとした君主とは別格の君主であったとも言える。）

ドーニ・ロッシーニ
声 - 千葉一伸
ペデリコの長男。基本的に力づくで物事を解決し任務に失敗した部下には理由に関わらず鉄拳制裁を容赦なく与えた上に拷問する。一方で自分が他人に対して暴力を振るっているという自覚はあり、自分が暴力による報復を受けた場合はそれ相応のことを自分はしていると納得できる程度の器量はもっている。軍事的な知識や才能は欠如しているが戦士としての突貫力は戦局を左右するほど突出しており、それを活かして全軍で行う突撃は凄まじい攻撃力を誇る。
テオがサルヴァドルを斃したことを知るとすぐに軍を動かしてテオと対峙、システィナの今後の行く末を左右する戦いとして激戦を繰り広げる。ドーニが率いる直属部隊は恐ろしい攻撃力を誇ったものの、富裕層の部隊は装備が充実していても実戦経験に乏しいことやスラム街出身の部隊は士気に乏しくドーニから戦旗の授与も拒否するなど忠誠心も低かったことが災いして敗北する。
戦闘の最中で落命した際は自分が行ってきた非人道的な行為がそのまま自分に返ってきただけと納得していたらしく、敗戦に伴う戦死を素直に受け入れるなど戦士としての姿で散っていった。
ジュゼル・ロッシーニ
声 - 岩瀬周平
ペデリコの次男。暴力的な兄や享楽的な弟と違い理知的な性格であるものの敵対者には容赦がない。大陸への留学経験もあり、その際はサルヴァドルと違い真面目に統治者として様々なことを学んで帰国した。大陸においてシスティナの統治方法が恐怖政治の代名詞として使われている現状を非常に憂いており、自分達の統治方法が初代コルネーロの過ちを繰り返さないという本体の目的から遠ざかってしまっていることを危惧している。
システィナの動乱の最終局面において父親に降伏を進言、恐怖政治に頼らない次世代の政治を実現するため初代ロッシーニと同様にコルネーロ姓を名乗ったテオに従属した。テオによって父親を目の前で公開処刑されるという壮絶な屈辱を味わうも、ロッシーニ家に忠誠を誓ってきた多くの人々を救うため己自身の感情を説き伏せて耐えた。テオに従属した後はテオが直面しなければならない政治の暗部、テオへの敵対者や非協力的な人々への権謀や弾圧を全て引き受ける。これによりテオの陣営においては必要不可欠な存在となっており、結果的とはいえロッシーニ家の汚名返上へとつながった。
アルトゥーク条約においては新参の身として参加するも、ウルリカの暴政に対するスタルクの反乱に着目しアルトゥーク奪還の布石として人々の武装蜂起に協力することを進言する。ロッシーニ家が得意としてきた民衆の弾圧・扇動・情報操作などの政治手腕を活かし、民衆の反乱を更に統制のとれた効率的な体制にすることに成功、ウルリカをスタルクから追い出すという大戦果へとつなげた。その後も教会との決戦において戦力の一角を担っている。テオの皇帝退位の折、コルネーロ家からの独立を勧められたが固辞し、テオへの忠誠をあらためて誓った。
サルヴァドル・ロッシーニ
声 - 保志総一朗
ペデリコの三男。勉学に励むべく送られた都心部では遊興三昧だったため領地経営の知識は非常に乏しく、絵に描いたような身勝手なお金持ちの青年。一方で遊興三昧の生活ではそれなりに商才が開花したらしく、システィナに戻ってからは賭博や娼館の類の娯楽普及に貢献しシスティナ中心部の富裕層にはそれなりに人気が高い。レイピアでの戦いを得意とするが実戦経験がないため試合程度の技量しかもっていない。
意外にも家族は大事に思っており実の兄二人を本気で慕っている。富裕層や直属の部下に対してはそれなりに親身になる部分もあるが、それ以外の人々、特にシスティナの富裕層以外の人々には非人道的な扱いを平気で強要するなど社会的弱者に対しては鬼畜の如く接しており、気分次第で命を奪うことも日常茶飯事な生活をしている。ヤーナとは情人の関係にあり怪しげな薬物を利用した性欲の関係をもっていたことを匂わせる過去もあったらしいが、意外にも当人同士は性格的にも肉体的にも相性が良かったらしく半ば本気で恋人関係になりつつあった模様。
テオがシスティナへ帰還した際に最初に遭遇したロッシーニ家の一人。テオがコルネーロを名乗ったことで明確に敵と判断、システィナ全体に包囲網を敷きテオと関わった村は厳罰に処すという戒厳令を布告するという迅速な処置をとった。これによりテオ達をほぼ完全に追い込んでいたが、より確実性を期すためにテオ達が立ち寄っていない村に火を放つという行き過ぎた行為が災いし複数の村による武装蜂起を招いてしまう。最期はテオとの一騎打ちで剣が折れ、みっともなく背中を向けて逃げ出した時、レベッカに捕まれ動けなくなったところ、彼女を殺してしまったのがテオの怒りを買い、斧での一撃で落命してしまった。
レベッカ
声 - HARUCA
テオの故郷の村に住む少女で、昔馴染みの関係。
昔はテオに本気で惚れていたが、村人のため食糧を保管し配布していたテオの父親が村人に裏切られ密告された際、豪農の息子という立場から転落したテオが去ってしまったことで逆恨みするようになってしまう。虐げられる立場に甘んじず虐げる立場になるどころか自分達を救おうとする人格者へと成長したテオの姿を羨望と嫉妬の混じった感情で受け止めていたが、自分が見切りをつけた想い人が栄達したという現実に耐えられずサルヴァドルによるテオ討伐に協力してしまう。
サルヴァドルの奇襲を成功させるためテオをおびき出すが、その間のテオとの対話を経て彼がレベッカ達への憎悪を含め全ての過去を受け止めたうえで本心から自分達を助けようとしていることを確信、テオ討伐に協力してしまった自分の卑小さを後悔する。サルヴァドルがテオに敗北した際は捲土重来のため逃亡しようとした際、逃亡を阻止しようとするがサルヴァドルの反撃により落命する。最期の言葉はテオへの謝罪やかつて抱いていたテオへの想いを伝えるものとなった。
ボルツ
声 - 箭内仁
ロッシーニ家に雇われている凄腕の暗殺者。ハルーシアでのテオ襲撃部隊にも加わっておりアーヴィンと戦闘に入るが引き分けその時は撤退をする。
その後、システィナ領へ上陸したテオを討伐しようとするサルヴァドルへ帯同し、そこでもアーヴィンと決着はつかずサルヴァドルがテオに撃たれたため再度撤退するがロッシーニ家には戻らずドーニが動くのを待ってアーヴィンとの決戦に臨む。
ヤーナから毒を塗った刃を提供されそれを駆使するがアーヴィンに絡めとられ一進一退の攻防が続くが隙をついたアーヴィンに刺されるも気配を消し無意識の攻撃をし相討ちに近い形で決着をした。

### ダルタニア小大陸
ミルザー・クーチェス
声 - 羽多野渉
ダルタニアの太守サイードの息子。ヴィラールを大陸を統一できる人物と評価していた。ヴィラールは幼いころの彼にとっては剣の練習相手であると同時に兄弟のような関係であり、成長した現在でも一角獣城で手札遊戯の対戦をするほどの仲であった。
5年余りの間、大陸中で修行をしていたため聖印の強さも既に伯爵級であり一人で戦局を覆すことが出来る実力を持つ。自分が多く敵を倒すことで結果的に味方を救うという考えを持っており（テオ曰く「覇道」）、自分と反対の王道を歩み更に野心を持たずシルーカのために聖印や領地を捨てたテオに対する侮蔑の念を隠そうとしない。一方で自分の武力のみを信じ卑怯者だけでなく他人の意見には耳を傾けない性分が災いし、彼に諫言する部下がいないという問題点も抱えている。この点は本人も理解しているらしく、地の利や天運など課題も多いため彼自身は大陸を統一できる人物ではないと自嘲している。太子という立場だけでなく彼個人の強力な個性から女性関係に関しては特に困ったことはない。
自身の上に立つ存在と認めていたヴィラールが、親族であるマリーネとの関係を考慮して連合の盟主就任を拒絶するという事態を受け彼に失望、連合を見限る。同盟側のスタルク征伐の際にマリーネが行った蛮行を見て彼女に興味を抱く。更にマリーネの決意を聞いたことによりダルタニアでクーデターを起こし、反対した父親や部族を全て滅ぼし同盟に与した。また彼個人もマリーネの甘さを捨てさせるためにその純潔を奪う行為に及ぶ。同盟やノルドと組んでアルトゥークの支配者となった際は、ついに自分が理想とする覇道、弱肉強食の時代になったと喜びを隠さなかった。
その後はマリーネに協力する形で支配地を拡大。一時は破竹の快進撃となり連合にほぼ完封勝利を続けた。アルトゥークの支配者となった後も効率的な政治を心掛けたが、ヴィラールとミルザーの交友関係を知っていた君主達からは只の裏切者にしか映らなかったこと、友好国であったダルタニアで両親や親族を手にかけた反逆者であるという客観的な評価を軽視したため当初から内政は滞ってしまう。やむなく部下を領主として派遣するも領民と元領主が結託して彼らを殺していくので苛立ちを募らせる。
アルトゥークにおける失政に業を煮やした結果、テリウスの進言もあったとはいえ非協力的な住民達を徹底的に殲滅するというダルダニアで行われる蛮行を繰り返してしまう。これにより暴君であるという悪評を自ら広めてしまう結果となり、アルトゥークの人々がテオ達の来訪を待つため面従腹背で応じるという事態を引き起こしてしまう。
アルトゥーク条約にも戦争を仕掛けた当初はレガリアを圧倒しラシックと一騎打ちをするなど大陸最強にふさわしい活躍をしたものの、レガリア伯のエレットの謀略に嵌まり、アルトゥークに帰還したテオに大軍と堅陣を整えさせてしまう。一角獣城に籠っていたものの、マリーネが出兵したと知り、マリーネを危険にさらさないために軍を発した。テリウスをはじめとする部下達も奮戦するも条約の大軍の前に惨敗。ミルザー本人もテオと一騎打ちするも敗北、助命もほのめかされるも拒否し戦死。聖印もテオに奪われた。

テリウス・サヴォア
声 - 内田雄馬
本来はマリーネのもとにいるべき契約魔法師であるがミルザーの助言者として派遣されている。
ミルザーの怒気を恐れダルタニア首脳陣からテリウス以外の知識階級が全く存在しない状況に愕然とするもミルザーのために献策を続けている。内政の重要性を理解していない戦士階級が要職を占めているため、アルトゥークを支配した後はミルザーとテリウスのみで内政のほとんど全て担当せざるをえない状況に陥っている。
ダルタニアの慣習が他国では受け入れられないことをよく理解しており、ミルザーに対しても人々が求めるのはミルザーが理想とする覇道を歩む君主ではなく、テオのように人々と交流し理解しようとする王道を進む君主であると言いはしたが、ミルザーの主義についていくと決めた。ミルザーの統治方法に異を唱えつつもオイゲン達による遊撃の大損害を見過ごすこともできず、苦悩した末にミルザーに反抗した民の処罰を提案する。が、これを受け入れたミルザーが自身に反抗する民を村ごと殲滅、人狼族や白魔女の居住地まで焼き払ったうえに残虐な方法で処刑を開始したことで内政は更に悪化してしまう。
テオのアルトゥーク帰還に激昂するミルザーの出陣を諫めるも聞き入れられず、常闇の森ではテオ達の作戦を見抜き再びミルザーを諫めるも受け入れず敗北する。（損害を最小限にするには戦闘を開始してしまった仲間を見捨て、テオ達に反撃せず即時退却が必須だったためミルザーとしても苦しい判断であった。）敗北したミルザーが一角獣城に退却した後は、さすがにテリウスの助言を聞き入れることは増えたことに安堵するも、ミルザーが自分の意見を聞き入れなければならないほど戦況が悪化していることも自覚する。
ただ一人になってもミルザーのために戦い続け敗北、自ら望んでミルザーの後を追って自害し生涯を終えた。
サイード・クーチェス
声 - 伊原正明
ダルタニアの太守。貿易を通して連合側と良好な関係を築いており、連合や同盟に劣る領土や国力であるにも関わらず一定の影響力を維持している。連合における会議にも陪席する席を確保しており息子であるミルザーを派遣した。
戦乱には興味なく貿易による利益に満足しているため莫大な富をたくわえているが、貿易のために部下に危険を強いていると批判も多い。巨大な後宮に美女を大勢集め享楽に耽るなど統治者としての自覚に欠ける面もあるが、結果的とはいえ爵位制度に反発している状態にも関わらず、ダルタニアが魔術師協会からも黙認されることにつながっていた。
連合を見限り戦乱に参加しようとするミルザーを親族達と共に諫めるも、ミルザーが反乱を起こすことまでは予想できず親族達同様に滅ぼされる。この際にサイードと共にミルザーを諫めた他の部族も滅ぼされてしまい、ダルタニアの首脳陣はミルザーに臆せず発言できる戦士階級が独占、ミルザーの怒気を恐れる知識階級は軒並み去ってしまい後々の暴政につながっていった。

エンデール・セリク
ダルタニアの太守サイードの息子。ミルザーの異腹の兄にあたるが、妃を巡る宮廷事情や政略的な問題からクーチェスの家名はあたえられていない。ミルザーが子供のころから次期太守と決定していたこともあり、交易商である実家に身を寄せて世界中を巡っている。幻想詩連合の諸国にも複数の拠点をもち、各地の君主との関わりも深い。
「大講堂の惨劇」以降も特に立場に変わりはなく戦乱の時代にも興味はなかったが、実父であるサイードをミルザーが討ったことで立場が急変してしまう。サイードの実子であるという血筋が重視され、親の命を奪ったミルザーではなくエンデールを太守に望む声が出始めてしまうことで命を狙われる存在となった。暴政に近い政治でダルタニア小大陸だけであくアルトゥークでもミルザーの悪評が広まる中、自分自身も戦乱からは無縁の立場ではいらなくなったことを自覚、悩んだ末にテオ達のところへ駆けつけダルタニア奪還の支援を要請した。
テオがミルザーを撃った後、ミルザーがアルトゥークへ連れてきた多数のダルタニア兵に加え女官や使用人を全て引き受けアルトゥーク復興に大きく貢献、居場所を失った彼らが略奪者や浮浪者になりかねない事態を未然に防いだ。ダルタニア侯として名実共にテオの従属君主となってからはテオ達の戦いの後顧の憂いを絶つべくダルタニア小大陸の平定に出立している。

セダル
ダルタニアの戦士。戦乱が始まるまでは貧しい船乗りであり、権力者から鞭で叩かれる日々を送っていた。
ミルザーが戦乱を始めた際に戦士として参加、アルトゥーク陥落にてそれなりに戦果を挙げたらしく村の領主に任命された。当初から内政の知識に乏しいことを露呈しており、敵国に支配された人々と交流し理解し合うという領主の役割を全く理解していなかった。ダルタニアの蛮習をアルトゥークへそのまま持ちこんだため領民を奴隷程度にしか考えておらず、赴任した当日から過酷な賦課労役を宣言、不公平な税制と裁判を村人へ押しつける。その後は部下達と共に酒宴をはじめ村から料理や美女を徴発、宴会騒ぎを繰り広げてしまい、用意された食事に薬物が盛られていることに気付かず部下と共に体の自由を奪われる。
万全の体制で武装蜂起した領民から逃れる途中、オイゲンによって討たれてしまう。セダルによる統治は1日ももたずに終わった。

### ノルド
エーリク
声 - 天田益男
海洋王と称されるノルドの長。数万に及ぶ大部隊と艦船を統率する実力者であり、彼が率いる戦力は連合と同盟の双方でさえ軽視できないほど恐れられている。支配した土地の住民を奴隷にして過酷な扱いをするのが常識であるノルド出身者としては珍しく身分差別に対して否定的な考えをもっており、奴隷を家畜同然に扱うウルリカのやり方を嘆いている。奴隷という身分の者でもノルドの民であれば愛すべき家族として平等に扱うべきと考えており、大陸を制覇した際にはノルドの氏族制度を浸透させ全ての人々を自分の愛すべき家族にしたいと考えている。
「大講堂の惨劇」以降は沈黙を保っていたが、マリーネの暴走とミルザーの裏切りを経て同盟と協力関係を結ぶ。アルトゥーク兵がヴァルドリンド騎士団やダルタニアの精兵と激戦を繰り広げ、双方が疲弊して戦闘継続が困難になった段階で満を持して戦場に到着、疲弊したヴィラールの軍を殲滅した。
アルトゥーク陥落後は連合殲滅のため快進撃を繰り広げていたが、ヴィラールの戦死によりドーソン候が孤立した連合が重い腰をあげたことで形勢が逆転してしまう。連合側の君主達から資金提供を説き伏せたルクレール伯が率いる大陸中の傭兵の大部隊を味方と誤認してしまい敗北、一転して大陸を敗走することとなる。結果的には大打撃を受けて敗北したものの、そもそも戦争の主役は連合と同盟であり自分達は添え物に過ぎないと冷静に敗北を受け止めて撤退した。
本国で補給を整えるため撤退した際にはアルトゥークで大いに戦果を挙げた英雄として迎えられる。一方で末娘のウルリカが多大な戦力を失ったうえにスタルクまで喪失したことで彼女の処刑が決定してしまう。この決定に異を唱え、彼の功績と親として温情を考慮した鞭打ちの刑に軽減される。刑を受けたウルリカに対し、人間が人間を奴隷として扱い差別することの愚かさを教えた後、再び戦場へ出立する。
戦力を回復し再び大陸へ進出した際はアレクシスが用意した鉄甲船を前にして歴史的な大敗を喫する。敗北者を決して許さないノルドにおいて数万もの大部隊と艦船を失った自分の居場所はないと判断、最後の望みをかけてアレクシスの首を狙うも落命、アレクシスの目の前で戦死という壮絶な最期を遂げた。
ウルリカ
声 - 原田彩楓
エーリクの末娘。アニメでは色々と幼いが、原作では巨乳の部類に入り、マリーネと比べても結構大きいという重要（無駄）な設定がある。マリーネとはエーラム留学時代からの知り合い。エーラムに留学した際は戦乱と無縁な留学生活に呆れつつも享楽を堪能してしまい、他のノルド出身者同様に弱者を差別する性格になってしまった。これにより父であるエーリクと違い奴隷は家畜同然と考え非人道的な扱いを平然としている。
戦場では大斧を用いて敵陣に突撃するなど彼女単独の攻撃力もそれなりに高く、略奪者としての戦力は連合相手でも侮れないほど驚異的なため対峙する人々を大いに苦しめた。反面、統治者としての意識はまるでなく政治にも関心がないため、支配地では領主ではなく単なる略奪者として振る舞うなど後先を見ないという致命的な問題点を抱えている。後にウルリカと同じく悪評の対象となったミルザーが覇道を貫くという確固たる信念により暴政につながったのに対し、当初から統治者としての自覚がなく責務も放棄したウルリカの暴政にはミルザーでさえも閉口しており、自分とウルリカの暴政が同一視された際は不快感を露わにするなど険悪な関係となってしまう。
エーリクから兵力の一部を借り連合沿岸部の略奪を狙うが、事前に物資が流されてくるという策で興が削がれてしまい本格的な略奪を堪能できない不満を抱えつつ連合領へ進出しスタルクへ進駐した。略奪を堪能できない鬱憤を晴らすべく見境なく支配地の民を奴隷にし過酷な扱いを続けたことが災いし、連合領に進出した早々にスタルクで反乱が発生してしまう。これにより同盟の進軍に呼応どころか援軍としての役割すら果たせず、後々の戦局に大きく影響することになる。
後にエーリクがルクレール伯に敗北して本国へ撤退、それに伴う同盟の退却など戦局が再び変わる中でも暴政を改める様子はまるでなく、スタルクでの略奪で得た大量の物資や奴隷兵を率いてハマーンへ進軍する。もはや寡兵しか持たないエドキアに圧勝しハマーンでの略奪を夢見ていたが、テオがジュゼルの案を受け入れたことで一大戦力として統一された武装蜂起がスタルク全土で発生、ウルリカの連れてきたスタルクの奴隷兵もエドキアの演説に応じウルリカへの反乱を開始してしまう。肝心の侵攻兵力まで失ったことでハマーンからスタルクへの撤退を余儀なくされる。
ハマーンからスタルクへ舞い戻った後は武装蜂起を鎮圧しようとするも大敗、エーリクから預かった戦力だけでなくスタルクそのものを喪失してしまう。大陸から追い出される形でヴァルドリンドに逃げ帰った後はマリーネと再会、留学時代の時から変わらず自分との友誼を忘れないでいてくれているマリーネに感謝しつつ、もはやノルドに自分の居場所はないと覚悟を決め本国へ撤退する。
敗北者を許さないノルドでは処刑が決定され本人も受け入れるが、父親であるエーリクが多大な戦果を挙げていたことが考慮され鞭打ちによる罰に軽減された。この際にエーリクから奴隷は家畜ではなく人間であり、差別する対象ではなく愛すべき家族であることを告げられる。その後、単身、プレドランドに渡り、先住の部族の一斉蜂起の際、入植民を纏め上げ内乱を鎮圧、プレドランドの女王となる。テオに謁見し、選帝権のない侯爵として従属する。未婚であるが、女子を出産し、継嗣として承認される。

### 黒魔女
ヤーナ
声 - 日笠陽子
黒魔女の末裔である美女。強すぎた力により幼い時から迫害され、魔法師協会の道具にされる前に黒魔女に連れ去られ道具にされた過去をもつ。黙って佇んでいれば妖艶な美女であるが、自分自身の壮絶な過去から世の中の信用や信頼、愛情や友情をはじめとした人間の絆を嫌悪しており、それらの感情を察した際は醜悪な容貌を隠さない。
黒魔女にさらわれた後、黒魔女の命令でパンドラという組織からの仕事を請け負っていた。魔法師協会のお膳立てに従い「大講堂の惨劇」を起こした後、ディミトリエの支配地に身を隠しディミトリエにパンドラへの所属を勧誘していた。常闇の森から去る際、白魔女の追跡術を見逃したため黒魔女の隠れ家が急襲され全滅、帰る場所を失ってしまう。
やがて魔法師協会により「大講堂の惨劇」を全て一人で仕切っていた首謀者という冤罪を着せられた後はシスティナへ逃走する。身の置き場ない者が多いシスティナではロッシーニ家の食客として優遇されていた。特に三男のサルヴァドルとは情人の関係にあり怪しげな薬物を利用した性欲の関係をもっていたことを匂わせる過去もあったらしいが、意外にも当人同士は性格的にも肉体的にも相性が良かったらしく半ば本気で恋人関係になりつつあった模様。サルヴァドルが落命した際は女性らしい感情を見せつつも、追撃してきたシルーカ達と激戦を繰り広げた末に敗北する。
シルーカ達に捕らえられた後、エーラムにて公開処刑に処せられた。しかし火炙りにされながらも、見守るシルーカ達に呪詛の言葉を吐きながらアビス界の魔物を召喚、魔物とともにアビス界へと消え、この世界から消滅した。

### 白魔女
ゼルマ
声 - 鈴木れい子
アルトゥーク伯領の北方で自治権を認められている白魔女の長。混沌の時代が終わり、魔法は使えなくなったが、魔女信仰は残っている。

### 吸血鬼
ディミトリエ
声 - 野沢聡
アルトゥーク伯領北方で自治権を認められている吸血鬼の王。パンドラに所属すれば確実に上位者となるほどの実力者であるが、本人としては戦闘ではなく逃走が得意らしく、それこそが彼が2000年も生き続けられた要因とされている。
2000年以上生きている究極の邪紋使いで、その血に至るまで自らの身体に邪紋を刻んでいる。余った邪紋は統治する森に刻んだため、彼の住まう常闇の森は混沌濃度が高く、様々な混沌現象が起こる。生まれながらの吸血鬼ではなく、元々は極大混沌の時代に生まれた臆病な性格の人間の一人であった。現在とは比べものにならない頻度で発生する混沌に怯える日々を送るという壮絶な過去をもち、次々と斃れた仲間のようにならないという戒めのため仲間達を弔い邪紋を刻み続けた結果、世界でも有数の吸血鬼と化していた。
かつては極大混沌と戦ったものの、デーモンロードの現身となった魔王アデーレに惚れ込み、長い眠りについている彼女を城の地下に匿っていた。混沌と秩序が微妙な均衡を保つように調整を図ってきたが、皇帝聖印の完成により秩序の時代が訪れ、自分の邪紋の力が失われるのを恐れたため、混沌に満ちた暗黒時代への回帰を目指している。2000年以上生きた彼でさえも死後の世界については何も知らず、自我とは何を指すものかさえ明確な答えを知らない己自身に苛立っている面もある。
黒き魔女ヤーナと手を組み、魔王アデーレの覚醒を画策したがアデーレの意思により頓挫。しかし極大混沌期への回帰という望みは変わらず、テオ達に宣戦布告し、その後の戦いを経ていずこかへ姿を消した。エーラム攻略戦の際に現れ、テオと数名のものをみずからの結界に引きずり込み逆転を図るが、人狼イオンにより本体が入った棺を特定され、またプリシラから授かった聖杯の力でテオにすべての分身を浄化され、敗北した。分身が消滅した後のディミトリエ本体は死におびえる哀れな存在であった。混沌消滅後は、ただの人間として目覚めたアデーレとともにいずこかへ旅立った。

### 人狼族
クララ
声 - 沢海陽子
アルトゥーク伯領北方で自治権を認められた人狼の女王。
娘のエマとルナを救出するためディミトリエの城に乗り込むが、黒魔女ヤーナとの戦闘により重傷を負い亡くなった。亡くなったことでクララが所有していた混沌核は息子と娘たちに受け継がれた。

イオン
声 - 鈴木達央
人狼の女王クララの息子。クララの後を継ぎ人狼の王となる。一族の長としての責務はジードに任せ、彼自身は母であるクララをはじめ兄弟姉妹にも犠牲者を出す原因となったディミトリエを仇敵として追う旅に出た。デミトリエとの最後の戦いで身を挺してデミトリエをおさえ、命を落とす。彼の混沌核は双子の妹に受け継がれた。

ジード
声 - 間島淳司
人狼の女王クララの息子。兄であるイオンを慕いクララ亡き後の長にはイオンがふさわしいと考えていたが、イオンが母の仇であるディミトリエを追って旅に出たためイオンの代理として指導者となる。兄離れできていないため一族の長としての責務に追い詰められると精神逃避した末に兄の帰還を願っている。
アルトゥーク陥落の際も最後までヴィラールのために戦い、ウルリカとの戦いの最中で救助したコリーン・メッサーラを妻にする。結婚後はコリーンの尻に敷かれている状態であり、一族の長として責務から逃げ出す度にコリーンに叱られている。
ミルザーがアルトゥークの統治者となってからはオイゲンの遊撃に参加、進駐してきたダルタニア軍に甚大な損害を与え多くの富や食料を奪っていた。後にダルタニア軍の猛攻を受けた際は里を捨てて一時撤退、テオの帰還を待つことになる。
フリント
声 - 榎木淳弥
人狼の女王クララの息子。イオンに代わり皆をまとめなければならなくなったジードを支えている兄弟。
アルトゥーク陥落の際も最後までヴィラールのために戦う。ジードと共にウルリカと戦うがコリーンを確実に救出することを優先したため形勢不利な一騎打ちとなってしまう。やむをえずウルリカへ降伏した後はウルリカの付き人のような立場でノルドの軍勢に従軍した。
戦場慣れしているため無抵抗の民に対する軍隊による略奪も少々は理解しているが、気ままに略奪をするウルリカのやり方にはさすがに閉口している。略奪による惨状を避けるべく、事前に物資が流されてきた場合は物資回収による略奪回避をそれとなくウルリカに進言し容認された。その後もウルリカに対しては主として敬う気持ちは感じていても、支配下においた民を奴隷にして家畜同然の非人道的な扱いを平然とするウルリカのやり方に危惧は抱いており、いずれ発生するであろう弊害を憂いていた。
後にフリントが予感していた通り、その場の気分に合わせて支配地を蹂躙するウルリカの暴政に対する一斉蜂起が発生、ウルリカが戦力も支配地も全て失う結果につながった。

### 魔法師協会

#### 賢人委員会
フベルトス
声 - 菅生隆之
魔法師協会の中枢たる賢人委員会を仕切る人物。彼がパンドラ様と呼ぶ何者かのために動いている節がある。
たった一人で魔法師協会を動かせるほどの影響力をもつが、魔法師協会以外の複数の組織との関わりも深い。「大講堂の惨劇」を秘密結社パンドラの所業とする偽情報を流して世論を操作しており、そのパンドラにあたる特務機関を使って自身に反抗する者を粛清している。エーラム攻略戦後、服毒して死んだ。ことの顛末をたずねるテオに混沌球を調べるように告げた。

#### 魔法大学
セファウド
魔法大学の責任者。魔法師協会の人間としては珍しく良識派であり、学生達のことを真剣に考えるなど教育者としてもまともな人格者。
破天荒な行動をとるシルーカについては昔から興味をもっており、ティベリオからシルーカの保護を頼まれたことで彼女を自身の庇護下に置いた。彼女を学生を守った後も魔法に関する研究関係で自身の庇護下におくことで守り続けようと考えていたが、シルーカが戦乱の時代に名を馳せたことで今後彼女が進むであろう茨の道を案じている。
魔法師協会が一種の遊戯のように扱っている爵位制度には諦観気味であるが、戦乱の地へ学生である魔法師達を送らなければならない現状には納得しておらず心を痛めている。「混沌の時代」が終わり「君主の時代」や「秩序の時代」が到来した場合、それまで魔法師として生計をたてていた人々が世界から受け入れられるかどうかも案じているが、「混沌の時代」がいずれ終わるであろうことについては一応気持ちの整理はついている模様。
賢人委員会をはじめ魔法師協会中枢部の不穏な動きについてはそれなりに情報を集めていたが、「エーラムの粛清」という強硬手段が即時採用されることまで想定しきれず襲撃されてしまう。その後はエーラム攻防戦集結まで何とか逃れ続けたらしく、ティベリオと共に魔法師協会の改革に携わる。フベルトス亡き後の魔法師協会においては魔法大学を魔法以外の知識習得の場とすることで人々に貢献しており、引き続き大学の責任者として職務に励んでいる。
ティベリオ・メレテス
シルーカと同じメレテス一門の男性。昔から何かとシルーカの世話をしておりシルーカからも懐かれている。
シルーカが破天荒な行動により選別されることを知った際には彼女を救うために文字通り奔走し、後にシルーカをセファウドの庇護下に置くことに成功し安堵する。この一件でシルーカからはアイシェラ同様に選別から命懸けで自分を守ってくれた命の恩人として絶大な信頼を得た。その後もシルーカの面倒を見ていたが、戦乱の時代にシルーカが名を馳せてしまったことで再び頭を痛めている。
「エーラムの粛清」に際してはシルーカと関わりの深い自分は確実に排除されると覚悟を決めており、特務機関から代行者が訪れる前にシルーカ達に魔法師協会からの刺客に備えるよう注意を喚起する。襲撃される直前までシルーカの身を案じる言葉をかけつづけ、最後まで彼女の身を案じて会話を終えた。その後はエーラム攻防戦集結まで何とか逃れ続けたらしく、フベルトス亡き後の魔法師協会の代表者に就任、シルーカとの交渉役としても奔走し混沌の時代が終わった世界に見合うよう魔法師協会の改革を進めた。

### 聖印協会
レオーネ
声 - 中博史
聖印協会の現教皇であると同時にパンドラの一員。テオにより皇帝聖印誕生が確実視されたことでテオに対する聖戦を発動、エーラムへ向かうテオ達の前に立ちふさがる存在となった。パンドラからの命令で動いているが、かつて教祖エルネストと出逢って以降はその人柄に心酔していたため敬虔な信者の一人でもある。実はフベルトスと同じ一門の魔法師であったが特務機関に才能を見出され、かつての聖印教会を討伐しにきた傭兵団長でもある。
聖戦発動を受け停戦の説得にきたプリシラに対し、教皇である自分の立場を明確にすべくギュンターを差し向けるも簡単に論破されてしまう。更にプリシラの聖印を見たことで彼女は魔女ではなく本物の聖女であるとあらためて確信、パンドラの命令とプリシラへの畏敬に挟まれたため、自らの手でプリシラの命を奪った後に自害することで責任をとった。
【テレビアニメ版】
基本的な設定は原作に準拠しているが、完全に悪人というわけでもなく、信者を全滅させてテオの名声を落とすというギュンターの提案には良心の呵責を感じていたらしい。聖印協会の教え自体には敬虔な信徒の一人であり獄界の存在も信じている。
ギュンターからプリシラが聖女と偽る魔女であると吹き込まれてしまい、話し合いに訪れたプリシラに最初から冤罪の決まった魔女裁判を開廷、最終的には彼自身の手でプリシアに致命傷を与えた。プリシアが致命傷を負った後、あまりにも神々しい聖印が出現したことで彼女が本物の聖女であると確信する。自分が騙されていたことに気付いた後は戦意を失いシルーカ達に降伏、怒るギュンターに対しパンドラからの報復よりも獄界に堕ちる恐怖は勝ることを説明しパンドラと袂を分かつこととなった。
降伏後、プリシラの死を嘆くテオからはテオ自身がレオーネに怒りをぶつけてしまう可能性があることから対面を拒絶される。一方で聖印協会と魔法師協会の関係を知る重要人物ため、テオに代わってシルーカがレオーネの身を預かりこととなった。無実のプリシアの命を奪ったこと、聖女の命を奪った自分は獄界に堕ちることに憔悴した姿のまま連れていかれた。

ギュンター
声 - 橘潤二

ジョセフ
声 - 益山武明
レオーネの部下。プリシラの父が教祖だったころから仕えているが出世させてもらえなかったため教祖の娘であるプリシラに対して逆恨みを抱いている。
レオーネ同様に俗物であるが多少は良心が残っているレオーネと違い信者たちの命については特に関心がない模様。聖印協会の教えよりも自身の立身出世を重視しており、話し合いに訪れたプリシラに最初から冤罪の決まった魔女裁判を開廷した際には喜々として進行役を務めた。プリシラへの恨みを晴らすべく彼女を論破することにこだわるが、逆に論破された上に自信の発言の矛盾や問題点を的確に指摘され、成り行きを見守っていた信者たちの信頼を失ってしまう。これによりレオーネから見切りをつけられ、全てはジョセフの身勝手な行動とすることでジョセフ自身の失言の責任をとらされた。その後の動向は不明。

### その他の人物
メスト・ミードリック
声 - 山本兼平
ヴィラールと契約前のシルーカが自分の領地を通過すると知り部下達に襲撃させた悪辣な領主。
幼少のころからサトゥルスの教育を受けていたが全く勉学に励むことなく選民思想の塊となってしまっている。サトゥルスとは性格的に合わなかったらしく契約を解除する機会を狙っていたが、自身が協定違反を犯したことで逆にサトゥルスから見捨てられてしまう。聖印と領地をテオに明け渡した後の動向は不明。

サトゥルス・アクイナス
声 - 青森伸
元々は、シルーカがヴィラールの所へ契約しに通過しようとした領地を治めるメスト・ミードリックに仕えていた老齢の魔法師であったが、メストが重大な協定違反を犯したため、彼を見限り、城へ来たテオ達の味方をする。テオが城主となった後、彼の契約魔法師となり、彼を支えることになる。
メストの親の代から契約魔法師として赴任していたため周囲の統治者との関わりが深く、新参者であるテオが周囲に受け入れられるよう交渉に明け暮れる。交渉を無事まとめて帰還した後、各地ではシルーカがテオを扇動していると見抜かれていることをシルーカに警告し現状のやり方ではいずれ行き詰ると諫言した。その予想は的中して全てを失いかけたテオとシルーカは最初からやり直すことになる。
その後もテオ達を見捨てずラシックに従軍するという形で彼の王道を支え続け、後にアルトゥーク条約においても会議に参加している。

ネーマン・モードリ
声 - 須藤翔
テオが周辺君主を平定する過程で従属した数少ない君主の一人。糸目で左目に傷がある優男風の人物。またナタリアという妻がいる。
実は貴族社会にはあまりなじめていなかったらしく、25歳になっても結婚できなかった男として同じ貴族達からは嘲笑されていた。見かねたナタリアが結婚してくれたことで家庭を築くことができたが、そういった経緯もあって世襲制を重んじる君主達には否定的。
セーヴィス王による圧力でやむをえずテオ達と戦うことになるが、当初から戦闘には乗り気ではなく貴族社会の政争に巻き込まれた形であるテオには同情的であった。不本意な戦闘を続ける中、セーヴィス軍をはじめ共に戦闘に参加させられていた従属君主達が逃走してしまったため戦場で孤立、一人でも多く部下達を助けるため敗戦の収拾に尽力し、結果として最後まで戦場に残ってしまう。我が身を捨ててでも最後まで仲間を救おうとした態度は敵であったテオから見ても称賛すべき相手と感じたらしく、戦闘後はテオに従属するよう頼まれた。
斬首されることを覚悟してテオと対峙したはずが、逆に称賛され従属を頼まれたことで拍子抜けしテオに興味を抱く。テオの陣営に参加して以降はテオの人格を認めたらしく、彼のために尽力することを決意した。
直後にヴァルドリンドとセーヴィス連合軍が侵攻して際、城の東門を守り壮絶な戦いの末に戦死した。圧倒的大差を誇る戦力差の中、最期の時まで門を守ろうとした姿勢は高く評価され、東門は「ネーモン門」と改称され堅牢な門の代名詞とされた。

ナタリア・ラージョ・モードリ
ネーマンの妻。25歳になっても結婚できなかったネーマンに同情して結婚、その後は夫を完全に尻に敷いて生活していた。
ネーマンとの間で一児を設けているが、ネーマンの戦死により一旦は彼女が家をまとめ、早い段階で子供に家督を譲って自身は自由な生活に戻ることにしている。
ネーマン亡き後は代理として戦乱に参加、行動を共にしたラシックに惚れたらしく彼と第二の人生を歩もうとしている節がある。
ラシックとの間に男子が産まれたことが10巻エピローグにて語られた。

ロイ
外伝『グランクレスト・アデプト』の主人公。
傭兵団「山猫隊」に所属する二刀流の邪紋使い。故郷を投影体に滅ぼされたことから、強さを追い求めている。

二ノ宮真璃
外伝『グランクレスト・アデプト』のヒロイン。
極大混沌から出現した投影体の少女。現代日本のような世界から投影されたことが示唆されている。
周囲の混沌や聖印、邪紋などを無効化する特殊能力を持つ。

### 故人
初代コルネーロ
故人。かつてシスティナで絶大な人気を誇った統治者。
英雄として民衆から惜しみない支持を受け、部下となったロッシーニ家をはじめとした有力者たちとシスティナを治めていた。その人気は彼が落命して以降も伝説として語り継がれており、コルネーロの名を名乗ることはシスティナの統治者を名乗ることに等しいとまで言われている。
その実態は大衆を扇動することに長けているだけで人々を救う志を持たない一介の政治屋であり、ロッシーニ家など彼の側近となった者達しか真相に気付くものはいなかった。コルネーロの本性は単に多くの人々から支持されるであろうことを実行しているだけの扇動者であり、権力を握った後の失政を大衆からの支持でごまかしているに過ぎなかった。政治屋としての才覚以外の能力は非常に低く政治家としては無能、混沌を制する君主としての器には程遠い存在こそがコルネーロの正体であった。
衆愚政治の果てに自身の実力の低さを忘れ増長、同時に失政をごまかしつづけることが限界に近づき、ついにシスティナを大陸から孤立させている海の魔獣討伐で名を挙げようと目論む。部下達の諫言も聞かず討伐に赴き失敗、落命する。それ以降のコルネーロ家も同じような愚かな統治者を輩出したためロッシーニ家が統治者となった。
多くの人々がコルネーロの正体に気付かず崇拝されていたため真実は広められることなく、システィナの富裕層の間でのみ真相が受け継がれることになった。コルネーロのような愚かな統治者の再来を防ぐべく、その後のシスティナの統治方針は民衆を関わらせない恐怖政治に近いものとなるなど落命して以降も多くの影響を残した。

始祖君主レオン
故人。極大混沌時代、歴史上初の君主になったと謳われる存在。
偉大な人物として数多くの伝説が語り継がれる一方、その出自に関しては全てが謎に包まれている。妖精王ティータニアと同じ世界出身とも言われており、実は人間かどうかさえはっきりしていない。

ミケーロ
故人。極大混沌時代、レオン達を支えた魔法師。
混沌の発生頻度や被害が今とは比べものにならなかった極大混沌時代での悲劇を繰り替えさないため魔法師協会を設立、若い魔法師が容易に命を失わないよう教育体系を整え人々が混沌の脅威に怯えないで済む時代のため尽力した。
ある意味ではレオン以上に時代に貢献した人物である一方、彼が設立した魔法師協会自体が時代が進むにつれ既得権益団体と化し、混沌の時代の継続を望む存在に成り果ててしまった。

リシュアン
故人。ヴィラールの父親。
かつては特に注目されていない存在であったらしいが、当時の同盟の盟主にして鉄血伯と名高いユルゲン・クライシェの愛娘であるフローリア（マティアス・クライシェの妹）を嫁として貰い受けた後、そのまま連合に所属するという驚愕の事態を引き起こし一躍して時代の中心人物へと躍り出た。全てを敵に回しかねない謎の行動をとった理由は不明であり、何者かの陰謀に嵌められた説や政争と妻を想う気持ちのせめぎあいで正気を失った説など様々な風説が存在する。
連合に所属した後もアルトゥークの兵質を活かして攻め込んでくる同盟を圧倒、連合の誇る君主としての立場を強固にする。共同作戦で侵攻していた同盟とノルドがリシュアンを攻めあぐねる中、ユルゲン伯の家族が戦乱に巻き込まれたことで弱気になった同盟と勝利を最優先するノルドに亀裂が発生、同盟の盟主本人がノルド中枢部の手で討たれるという大惨事にまで発展していまう。これによりアルトゥークとリシュアンは難攻不落の存在として名を挙げたが、後々に時代に響くほどの遺恨を残す結果となった。
没した後、ヴィラールからは唾棄すべき男だったと断罪されているが、父を憎むことで自分を拒絶した母の行動を肯定化したいという気持ちがあることもヴィラール自身の口から語られている。

フローリア
故人。ヴィラールの母親。
当時の同盟の盟主にして鉄血伯と名高いユルゲン・クライシェの愛娘であり、次の同盟の盟主であるマティアス・クライシェの妹でもある。政略結婚の一環としてリシュアンに嫁ぐが、その直後にリシュアンがフローリアとアルトゥークごと連合に属するという驚天動地の事態が発生する。これにより父や兄と争う立場になってしまう。
後にヴィラールを産むが、年月が経つにつれて自分のクライシュ家だけでなくコンスタンス家の血を引き継ぐヴィラールを遠ざけるようになる。その対応は次第に恐怖や嫌悪感を伴うようになり、ヴィラールの記憶の中の母親はヴィラールが近づくだけで阿鼻叫喚となる姿ばかりであり、常にヴィラールに呪詛の言葉を述べていたとされている。
父も母も失い精神的に大きく成長したヴィラールの考えとしては、クライシュ家の血を引き継ぐヴィラールがコンスタンス家へ報復する存在となることを恐れた父親により排除される可能性を考えた母親が己の身を犠牲にして行った一世一代の演技であり、母親から忌み嫌われる息子という立ち位置にすることでリシュアンがヴィラールを危険視しないようした可能性もあるとされている。同時でその可能性は母親の愛を受けられなかったヴィラール自身による都合のよい発想であることもヴィラールの口から語られている。

## 用語
混沌（カオス）
世界に満ちる謎の存在。秩序（コスモス）≒物理法則を乱しあり得ない事象を起こす力。混沌が存在するが故に聖印や魔法が使える世界となっている。
聖印（クレスト）
人智を超えた力を持つ紋章。混沌を浄化する、もしくは所有者から譲り受ければ得ることが可能。集めていくことで力は増し、聖印の大きさで階級が設けられており、皇帝、大公、公爵、侯爵、辺境伯、伯爵、子爵、男爵、騎士、従騎士に分けられている。最高位の聖印は皇帝聖印（グランクレスト）と呼ばれ全ての混沌を鎮めることができるとされるが、現時点で成し遂げた人物はいない。
自分自身の力が落ちる代わりに従属君主に分配することも可能であり、互いの精神的な結びつきが強ければ分配される前以上に強力な力を発揮する。一方で君主からの信頼、従属君主からの忠誠、どちらが欠けても力は低下する。君主の側から一方的に破棄することも可能であるが、破棄と同時に主従関係の解消を意味するため反乱を招きかねない行為でもある。
ミルザーの敗北のように、君主と従属君主が互いを信用しなくなれば力はまるで発揮されず、体力も一瞬で失うほど悪影響が出てしまう。
君主（ロード）
聖印を持つ者たちの総称。聖印の力の強さに応じた爵位と統治権を授けられ、男爵＜子爵＜伯爵＜侯爵＜公爵の順に分けられる。子爵でも小国を治められる程度である。聖印の力で自らを強化するほか、戦旗という力で周囲に力を与えたりすることが可能な立場にある。
現在では本来の目的を忘れ世襲化するほど腐敗しており群雄割拠の状態に陥っている。
戦旗
君主から部下に渡される旗。聖印のように君主の力を分割することなく部下に特殊な力の行使を可能とする。一方でどれほど無謀な命令であっても強制的に従わせることが可能であるため、渡される部下にとっては非人道的なものでもある。
君主と部下の間できちんとした信頼関係があれば味方の士気を高めるなど戦局を覆す切り札となる。逆に信頼関係がなければ無理やり部下に受け取らせるしか方法はないが、この場合は信頼関係がないため特殊な力は発動せず只の旗となってしまう。
魔法師（メイジ）
混沌を制御し任意の現象を引き起こす「魔法」の使い手たちの総称。魔法を扱うほか、知識や軍略で君主に助言を行う。
魔法師の命を奪うことは基本的に禁止されており、これを破った君主は爵位を剥奪されることもある。この規則を悪用し、戦場でのやむをえない不慮の事故を装って魔法師を最前線で使い捨ての駒とする君主も非常に多いが、一方で必然的に君主と長い付き合いとなるため、公私を超えた関係となることも少なくない。
杖を通して魔法師協会に監視されている。
邪紋使い（アーティスト）
混沌を体に取り込んだ者たちの総称。取り込まれた混沌は「邪紋（アート）」という紋様として身体に刻まれる。
君主と違い個人での単独の力のみに特化している。このため驚異的な身体能力を持ち異形化すら可能である。
投影体（プロジェクション）
混沌の力により出現する異世界からの存在。投影体は影のような存在で、あくまで本体は異世界におり、そのコピーがこの世界で活動しているとされている。
バルギャリーのような使い魔のような存在から、オルトロスやサラマンダーといった人に仇なす魔物、真璃のような人間まで、その種類は多種多様である。
極大混沌期には神のような存在も出現したとされている。
鉄甲船
魔法師協会が所有する秘蔵の技術の一つ。生前のシルベストル・ドゥーセ大公が巨額の資産を投じて魔法師協会から購入することに成功したが、当時は大金で無用の長物を購入したという物笑いの種となっていた。公開された技術によって再現された鉄甲船は城壁を思わせる圧倒的な防御力に加え戦闘用の艦船では対抗不可能な攻撃力を誇る反面、鈍重な機動力が災いし卓越した戦術家でなければ戦場で使うことすら困難な代物であり、購入したシルベストルの生存時には戦場に投入されることはなかった。後に名君として覚醒したアレクシスが海洋王エーリクとの戦いで鉄甲船を使用、無敵を誇ったノルドの大船団相手に大勝利をおさめる切り札となった。
古代文明
極大混沌の時代より前に繁栄していた文明。混沌の時代とは比べ物にならないほどの非常に高度な技術によって支えられており、現在の世界の中心であるエーラムの繁栄でさえも古代文明による恩恵をわずかに再現できた程度に過ぎない。

### 地名
システィナ
イスメイアの南東に位置する島でかつて初代コルネーロが君主として治め現在はロッシーニ家の恐怖政治がおこなわれている。貧富の格差が激しく首都ラクシアでもロッシーニ家に従う者たちは富裕層とスラムが敢えて作られ村々は重税に苦しめられていた。
村々の連絡はロッシーニ家が敢えて村間の混沌災害を放置しているため魔獣が生息しほぼ不可能であり、システィナを捨てようにも近海には混沌渦があるためそれも出来ないでいた。更に逆らう者には弾圧が加えられ見せしめに村一個も焼き払うこともある。
マルザ村出身のテオ一行がロッシーニ家打倒に上陸し、村間の混沌災害や混沌渦を鎮静化し更に3男のサルヴァドルを倒したことによりシスティナ全土にテオが解放者として知られるようになり民衆が蜂起したことにより圧政を強いていたロッシーニ家は打倒されテオが新たな領主として治めることになった。
なおシスティナ近海の混沌渦はロッシーニ家にとって一種の安全保障として利用されていた。
ダルタニア小大陸
水源に乏しい小大陸。わずかな水源地帯でしか人が生活できないため各部族ごとで生活している。魔法師協会の爵位制度に反発しているため、君主であっても普通の戦士より強い程度の存在でしか扱われない。首長制をとっているため部族をまとめられることが統治者の条件であり、如何に聖印を集めようと首長の命令に逆らうことは許されない。
大陸の沿岸部の安定にも貢献しているため、連合と同盟の双方に強い影響力を持ち連合の君主会議では陪席も許されている。近年では太守サイードによって各部族がまとめられ、戦乱を避け交易による富を重視する方針が採用されていた。
同盟と組み戦乱に参加を求めたミルザーが反乱を起こしてサイードを討った際、サイードと共に戦争に反対した親族や各部族も滅ぼされダルタニア内部も混乱状態となっている。ミルザーの怒気を恐れた知識層は軒並み去ったため、内政の重要性を理解していない戦士階級が要職を独占している状態にある。
ノルド
北の海を制する海洋大国。海に囲まれていることから操船術に長けた者が多く海戦に限れば圧倒的な戦力を誇る。略奪者として無抵抗の民に一方的な暴力を振るうことが多いため本来の戦士としての訓練を受けた者には劣るが、戦旗の影響により死をも恐れない狂戦士と化しているため陸戦でもある程度は戦える者もいる。基本的に他国からの略奪で成り立っていたが、近年ではまともな交易にも手を出しており交易による富で平穏を保っていた。
同盟と組み戦乱に参加した際はアルトゥーク陥落の立役者となり、多大な戦果を挙げた海洋王エーリクの名を轟かせる。その後は傭兵部隊に敗北したエーリクの撤退、スタルクを失ったウルリカの撤退などで多くの兵力と艦船を喪失し大陸から一時撤退となる。
再び大戦力を整えた後は再び大陸へ進出、連合を殲滅すべくアレクシス率いる連合軍と海戦となる。海洋王エーリクによる大勝利が確実視されていたが、乱世の君主として覚醒したアレクシスの華麗な戦術と鉄甲船投入という英断により大敗北を喫する。この戦いは後に「プレトランド沖海戦」と呼ばれるようになり、海洋王エーリクの戦死とノルドの大戦力の喪失、加えて海戦におけるノルドの歴史的敗北により海洋大国としての名声を過去のものと決定づけた戦いとして記録された。
アルトゥーク
同盟と連合の境目に当たる広大な地方。極大混沌時代から多くの混沌が現在でも発生しているためエーラムをはじめとした華やかな都市のような大都市は成立しておらず、各地で要塞化した集落での生活が基本となっている。領土の広大さに比べて人口は多くないものの、豊かな森林地帯や水源に恵まれており、沿岸部にも接しているため自給自足の体制は充実している。深い霧や複雑怪奇な地形により昔から遊撃には慣れており、特に奇襲ともなれば常識外れの戦闘力を発揮する者が多い。
人間だけでなく魔女、人狼、吸血鬼をはじめ多くの違う種族が共生しているという他所では見られない特徴をもつ。それぞれの文化には基本的に干渉せず裁定権なども一任されている。賦課労役や軍役の義務など最低限のものを除き、統治者の側から何かを強制しないという不文律が成り立っている。このため各地の集落では魔女が日常生活に貢献し、有事の際には人狼や吸血鬼から強力な傭兵軍が派遣されアルトゥークの戦乱に貢献してきたという歴史がある。
魔女の立場に配慮し、アルトゥークで魔法を使うのは基本的に女性という慣習が存在する。
ヴァルドリンド
同盟盟主国である大国。地形的にアルトゥークやスタルクと隣接してる内陸部に位置する。要するヴァルドリンド重装騎士団（またはヴァルドリンド騎士団）は最強とも名高く連合はもとより味方である同盟側でも畏怖の対象ともなっている。
騎士団自体は忠誠度は高く士気も高いものの、現盟主のマリーネの若さや流浪の君主であったテオ率いる軍に敗北したことにより同盟内部の君主達の中には軽んじている者も多少なりとおりそれがマリーネの悩みの種となって、後々の強硬手段へといたる一因となっている。
ハルーシア
ドゥーセ家が統治する大国。盟主が連合結成を提唱したルクレール家ではなくドゥーセ家になった際には政治的な問題が発生しかけたが、そもそもハルーシアの周辺国は君主達が奪いあう必要がないほど肥沃な大地に恵まれているうえに混沌ともほぼ無縁であるため戦乱が生じることはなかったという歴史をもつ。
領土的にはアルトゥークやその周辺国と大差ないが人口密集地が多く大都市が成立しているため圧倒的な人口差を誇る。戦乱に無縁だったことも幸いし比較的華やかな都市設計となっており、アレクシスとマリーネの結婚式が行われるはずだった大講堂もハルーシアに存在する。魔法師協会から鉄甲船の技術を購入しても余裕があるほど財力的に恵まれている。
実は聖印教会の関係者が影響力を増してきており、特に大講堂の要職は教皇派がほぼ占めている。
エーラム
名実共に世界の中心となっている都市。領土的には大きくないが、貨幣鋳造権はエーラムしか所有していないためエーラムとの関係が悪化した国は経済的に困窮しかねない状態にある。古代からの技術や知識が都市建設で存分に活用されており、繁栄度は多くの大国を圧倒している。エーラムが能動的に高利貸しなどを行っているため、莫大な借金や古代技術の買い取りも可能ではあるが相応の見返りも求められる。
魔法学校や魔法大学など魔法師の関わる組織だけでなく、君主達の子息の留学先として様々な施設を整えている。仮面舞踏会や娼館など夜の娯楽施設も充実しているため、将来の統治者となるべき子息達が享楽に耽り戦乱に目を向けない状況に拍車をかける原因となっている。
華やかな都市の景観と違い、貧富の差が激しいため安定した収入のある魔法師や君主の関係者以外には住みにくい都市にもなっている。生活の苦しい者が集めてきた街の廃棄物を買い取るという形で街の清掃が行われており、戦乱の時代とは無縁で塵一つない街の光景が守られている。

### 勢力名
魔法師協会
君主へ魔法師を派遣する組織。ほとんどの魔法師が所属しており魔法士の養成や互助も行っている。
エーテルで貨幣鋳造権を制しているため世界の経済を支配できている存在。古来から存在する組織ゆえに多くの特権・技術・知識を保管し圧倒的な権威を誇る。表向きは全君主からの圧力で疲弊しているようにしているが、実際は裏側から全世界を支配しており君主同士が争うよう扇動している。
同盟と連合にとっては真なる敵であるが、真実に辿り着いたものはマリーネやミルザーをはじめ少数に限られている。敵対者は特務機関を使っては排除しており、アイシェラをはじめとした代理人達にギアスを使用するという非人道的な方法で無理やり粛清を行わせている。
聖印教会の拡大を危険視する言動とは裏腹に、魔法師協会の影響下でなければ聖印協会が拡大することは不可能であったという不可解な状況にあり、両組織に何らかの関係があることが推測されている。
魔法師の時代が終わり君主の時代が訪れることを恐れており、その象徴となる皇帝聖印の誕生を阻止するため「大講堂の惨劇」についても実は容認していた。同盟・連合・条約という三勢力が鼎立することまでは黙認していたが、後にテオが皇帝と見做され全君主がテオを認めたことで態度を豹変、全君主を敵と判断し「エーラムの粛清」を引き起こし君主に従い続ける魔法師達の粛清を開始した。
魔法師協会の真の役割と目的は栄華を極めた古代文明を滅ぼした大戦の再来を防ぐことにあり、これについては中枢部でも限られた人間にしか知られていない。 君主の時代が訪れ秩序の時代となれば魔法師協会が管理できない未知の時代となるため、やがて再来するかもしれない大戦を未然に防ぐべく混沌災害を定期的に発生させ群雄割拠の時代を続けるという方針こそが魔法師協会の創立の理念であり活動の根拠となっていた。
テオと最終決戦に際しては、未来の人々を救うという理想のため現在生きている人々の犠牲を容認するという発想が矛盾していることをテオ達に看破される。一部の賢人や有力者を除けば支持されない大義を抱える中で敗北、世界を主導する役割を終えた。

パンドラ
声 - 冬馬由美
「大講堂の惨劇」を起こした秘密結社と見なされている存在だが、真相は魔法師協会の敵対者を排除するための特務機関。魔法師協会の真の設立理念を引き継ぐ機関として独自の行動も開始している。役割は混沌の制御、君主の監視と管理。

聖印教会
50年ほど前。若き始祖君主レオンが聖印に唯一神の存在を感じ混沌を鎮めることを使命として誕生した組織。混沌を取り込んだ時、力を望めば邪紋、志を持てば聖印であるという教義をもつ。聖印は失われた唯一神そのものであり、聖印が統合されれば神は復活するとされている。
2代目の教皇は魔法師協会から最初の討伐に差し向けられた傭兵団の団長という前代未聞の事態を経て腐敗、教祖は教皇と名を改め序列を作成した。大講堂は教皇派で固められており。名実ともに世界の次なる支配者になることを目指している。
聖杯は聖印を統合させる器であり、素朴な信者の間では教祖エルネシスの娘である聖女プリシラこそがテオから聖印を渡され聖杯を持つ存在となると信じられているが、教会中枢部では現教皇であるレオーネ教皇こそが聖杯を持つ存在という主張が宣伝されている。
大工房同盟（ファクトリー・アライアンス）
大陸二大勢力のひとつである軍事同盟。大陸の東側の国々で構成されている。
盟主国ヴァルドリンドの力のもとにまとまっていたが、新盟主マリーネが若すぎることから結束が疑問視されている。
マリーネによりヴァルドリンド騎士団が結束のためなら手段を選ばない集団と化したことで、従属しない国には徹底的に弾圧されるという恐怖政治が行われている。
幻想詩連合（ファンタジア・ユニオン）
大陸二大勢力のひとつである国家連合。大陸の西側の国々で構成されている。
大工房同盟に対抗する形で結束した経緯から最前線と後方の国家間での意識の差は非常に大きい。
経済面では同盟を圧倒しているが、ドーソン候をはじめ同盟と密約を結んで内通している君主も存在する。
アルトゥーク条約
アルトゥーク戦役後、テオとアルトゥーク周辺の君主達がヴィラールの遺志を継ぐべく発足させた事実上の第三勢力。
盟主は当初、功績も高いラシックを据える予定であったものの当のラシックはそれを固辞しテオを推薦したが、当然目立った武勲などがないテオを快く思わない君主達は多くテオは条件付きで認めさせることにしたため、それまでは暫定的にラシックが盟主となった。
その後期間内に条件を満たし帰還したテオが盟主となった。
ヴァルドリンド重装騎士団
世界最強の名声を轟かした騎士団。並の弓矢をものともしない重装甲を誇り、手に持った弩から放たれる聖印の力を使った聖印弾の威力は高く攻城にも使われる。「大講堂の惨劇」が起こるまでは名声に恥じぬ誇り高き戦闘を自負する比較的良識的な組織であった。ナヴィルの野心で戦争に巻き込まれたテオ達の境遇にも同情的であったが、自分達も戦争に巻き込まれ実質的にテオ達に敗北したことで自尊心を砕かれる。更に騎士団の一部が常闇の森で暴走するなど事件も起こした。

## 既刊一覧

### 小説
| 巻数 | タイトル                                      | 発売日         | ISBN              |
| ---- | --------------------------------------------- | -------------- | ----------------- |
| 1    | グランクレスト戦記 1 虹の魔女シルーカ         | 2013年8月20日  | 978-4-04-071114-0 |
| 2    | グランクレスト戦記 2 常闇の城主、人狼の女王   | 2013年12月20日 | 978-4-04-712978-8 |
| 3    | グランクレスト戦記 3 白亜の公子               | 2014年7月19日  | 978-4-04-070199-8 |
| 4    | グランクレスト戦記 4 漆黒の公女               | 2015年1月20日  | 978-4-04-070200-1 |
| 5    | グランクレスト戦記 5 システィナの解放者（上） | 2015年7月18日  | 978-4-04-070650-4 |
| 6    | グランクレスト戦記 6 システィナの解放者（下） | 2015年12月19日 | 978-4-04-070649-8 |
| 7    | グランクレスト戦記 7 ふたつの道               | 2016年5月20日  | 978-4-04-070885-0 |
| 8    | グランクレスト戦記 8 決意の戦場               | 2016年11月19日 | 978-4-04-070886-7 |
| 9    | グランクレスト戦記 9 決戦の刻                 | 2017年10月20日 | 978-4-04-070887-4 |
| 10   | グランクレスト戦記 10 始祖皇帝テオ            | 2018年3月20日  | 978-4-04-072648-9 |

| タイトル                                        | 発売日        | ISBN              |
| ----------------------------------------------- | ------------- | ----------------- |
| グランクレスト・アデプト 無色の聖女、蒼炎の剣士 | 2013年9月20日 | 978-4-8291-3941-7 |

| タイトル           | 発売日         | ISBN              |
| ------------------ | -------------- | ----------------- |
| メイジオブリージュ | 2013年10月24日 | 978-4-04-066048-6 |

| タイトル                        | 発売日        | ISBN              |
| ------------------------------- | ------------- | ----------------- |
| グランクレスト戦記DO 英雄の系譜 | 2018年9月20日 | 978-4-04-072649-6 |

### 漫画
グランクレスト戦記
『ヤングアニマル』2016年No.12から2019年No.13まで月1連載された。作画はみくに瑞貴が一般誌向けペンネームの四葉真で担当している。全7巻。
1. 2017年2月28日発売、ISBN 978-4-592-14785-5
2. 2017年10月27日発売、ISBN 978-4-592-14786-2
3. 2017年12月26日発売、ISBN 978-4-592-14787-9
4. 2018年5月29日発売、ISBN 978-4-592-14788-6
5. 2018年12月26日発売、ISBN 978-4-592-14789-3
6. 2019年5月29日発売、ISBN 978-4-592-14790-9
7. 2019年8月29日発売、ISBN 978-4-592-14898-2

グランクレスト戦記どろっぷあうと
『ドラゴンマガジン』2014年7月号･11月号に掲載されたのち、2015年1月号より2018年5月号まで連載。原作イラストを担当している深遊による4コマ漫画。
1. 2018年3月20日発売、ISBN 978-4-04-072653-3

## テレビアニメ
2016年10月に開催されたイベント「ファンタジア文庫大感謝祭2016」にてアニメ化が発表され、2018年1月から6月までTOKYO MX・朝日放送テレビ・BS11ほかにて放送された。
次回予告はテレビで放送する形式ではなく、テレビアニメ公式サイトで配信する形式となっている。

### スタッフ
- 原作 - 水野良[5]
- 監督 - 畠山守[5]
- キャラクター原案 - 深遊[5]
- シリーズ構成 - 水野良[5]、矢野俊策[5]
- 脚本 - ライトワークス[5]
- キャラクターデザイン - 矢向宏志[5]
- サブキャラクターデザイン - 八尋裕子[5]
- プロップデザイン - 木藤貴之[5]
- 武器・モンスターデザイン - 大河広行[5]
- 色彩設計 - 佐野ひとみ[5]
- 美術監督 - 加藤浩[5]、坂上裕文[5]
- 美術設定 - 松本浩樹[5]、有本妃査恵[5]
- CG監督 - 真田竹志[5]
- 撮影監督 - 鯨井亮[5]、森谷若奈[5]
- VFXディレクター - 中西康祐[5]
- 編集 - 松原理恵[5]
- 音楽 - 菅野祐悟[5]
- 音楽プロデューサー - 山内真治[5]
- 音響監督 - 岩浪美和[5]
- チーフプロデューサー - 柏田真一郎[5]、渡邉浩孝[5]、武部由実子[5]、森井巧[5]
- プロデューサー - 神宮司学[5]、二見鷹介[5]、小助川典子[5]、上野新[5]、田中昴[5]、大和田智之[5]、中島保裕[5]、村上弘明[5]
- アニメーションプロデューサー - 山田賢志郎[5]
- 制作 - A-1 Pictures[5]
- 製作 - エーラム魔法師協会（アニプレックス、バンダイナムコエンターテインメント、木下グループ、KADOKAWA、ABCアニメーション、BS11、グッドスマイルカンパニー、クロメア）

### 主題歌
オープニングテーマ
「starry」（第1話 - 第12話）
作詞 - 小池由朗 / 作曲 - 田村琢朗 / 編曲 - 伊藤翼 / 歌 - 綾野ましろ
第1話では本編後にオープニングが挿入された。
「凛」（第13話 - 第23話）
作詞・作曲・編曲 - 重永亮介 / 歌 - ASCA

エンディングテーマ
「PLEDGE」（第2話 - 第12話）
作詞・作曲・編曲 - Saku / 歌 - ASCA
「衝動」（第13話 - 第24話）
作詞 - はるきねる / 作曲 - 綿貫佳明 / 編曲 - 溝口雅大 / 歌 - 綾野ましろ

### 各話リスト
| 話数     | サブタイトル       | シナリオ                          | 絵コンテ                          | 演出                              | 作画監督 | 総作画監督                        | アクション監督                    |
| -------- | ------------------ | --------------------------------- | --------------------------------- | --------------------------------- | --- | --------------------------------- | --------------------------------- |
| 第1話    | 契約               | 中本宗応                          | 畠山守                            | 畠山守                            | 矢向宏志、川村夏生 木藤貴之、石川洋一                                                                                    | 矢向宏志                          | 古市佳祐                          |
| 第2話    | 野心               | 木澤行人                          | 神戸洋行                          | 飛田剛                            | 石川洋一、前澤弘美 | 八尋裕子                          | 西岡忍                            |
| 第3話    | 戦旗               | 中本宗応                          | 青柳隆平                          | 青柳隆平                          | 小室裕一郎、井元一彰 加藤明日美                                                                                          | 八尋裕子                          | 西岡忍                            |
| 第4話    | 決断               | 木澤行人                          | 徳田大貴                          | 徳田大貴                          | 川﨑玲奈、徳田大貴 | 矢向宏志                          | 徳田大貴                          |
| 第5話    | 常闇の森           | 菅原雪絵                          | 小原正和                          | 飛田剛                            | 嵐山大二郎、小野田貴之 袴田裕二                                                                                          | 矢向宏志                          | 古市佳祐                          |
| 第6話    | 進軍               | 菅原雪絵                          | 木村延景                          | 木村延景                          | 針場裕子、石崎夏海 小室裕一郎、袴田裕二 木藤貴之                                                                         | 八尋裕子                          | -                                 |
| 第7話    | 白亜の公子         | 菅原雪絵                          | 小原正和                          | 久保太郎                          | 山田俊太郎、加藤明日美 小野田貴之、木下由衣                                                                              | 八尋裕子                          | -                                 |
| 第8話    | 会議は踊る         | 高山淳史 木澤行人                 | 畠山守                            | 菱川直樹                          | 張紹偉 | 矢向宏志                          | -                                 |
| 第9話    | 漆黒の公女         | 中本宗応                          | 南川達馬                          | 南川達馬                          | 前澤弘美、加藤明日美 中島里恵                                                                                            | 矢向宏志                          | 西岡忍                            |
| 第10話   | 裏切りの刃         | 猫田幸 中本宗応                   | 青柳隆平                          | 青柳隆平                          | 井元一彰、石川洋一 | 八尋裕子                          | 古市佳祐                          |
| 第11話   | 一角獣城、落つ     | 木澤行人                          | 徳田大貴                          | 徳田大貴                          | 川﨑玲奈、徳田大貴 | 徳田大貴                          | 徳田大貴                          |
| 第11.5話 | 追想               | （第1話 〜 第11話の各話スタッフ） | （第1話 〜 第11話の各話スタッフ） | （第1話 〜 第11話の各話スタッフ） | （第1話 〜 第11話の各話スタッフ）                                                                                        | （第1話 〜 第11話の各話スタッフ） | （第1話 〜 第11話の各話スタッフ） |
| 第12話   | 条約結成           | 木澤行人                          | 小原正和                          | 飛田剛                            | 野間聡司、鎌田均 小室裕一郎、袴田裕二                                                                                    | 矢向宏志                          | 西岡忍                            |
| 第13話   | 故郷へ             | 木澤行人                          | 畠山守                            | 飛田剛                            | 木藤貴之、川村夏生 ぐんそう、藤岡智                                                                                      | 矢向宏志                          | 小澤和則                          |
| 第14話   | システィナの解放者 | 猫田幸                            | 青柳隆平                          | 蒼柳智大                          | 前澤弘美、井元一彰 石川洋一、加藤明日美                                                                                  | 矢向宏志                          | 西岡忍                            |
| 第15話   | 帰還               | 高山淳史 中本宗応                 | 今泉賢一                          | 杉村苑美                          | 山田俊太郎、鎌田均 佐藤好                                                                                                | 矢向宏志                          | 古市佳祐                          |
| 第16話   | 前哨               | 中本宗応                          | 木村延景                          | 木村延景                          | 野間聡司、小室裕一郎 岡崎伸浩、ぐんそう                                                                                  | 矢向宏志                          | -                                 |
| 第17話   | 両雄               | 中本宗応                          | 徳田大貴                          | 徳田大貴                          | 徳田大貴、木藤貴之 岩井優器、井元一彰                                                                                    | 徳田大貴                          | 徳田大貴                          |
| 第18話   | 盟主               | 猫田幸                            | ところともかず                    | 嵯峨敏                            | 川﨑玲奈、山村俊了 山崎浩平                                                                                              | 矢向宏志                          | -                                 |
| 第19話   | 公子覚醒           | 中本宗応                          | 小原正和                          | こさや 久保太郎                   | 小田真弓、飯飼一幸 佐藤好、木藤貴之 袴田裕二                                                                             | 矢向宏志                          | -                                 |
| 第20話   | 三勢力会戦         | 木澤行人                          | 畠山守                            | 飛田剛                            | 川村夏生、針場裕子 野間聡司、ぐんそう                                                                                    | 矢向宏志                          | 古市佳祐                          |
| 第21話   | 粛清               | 中本宗応                          | 杉村苑美                          | 杉村苑美                          | 山田俊太郎、鎌田均 石川洋一                                                                                              | 八尋裕子 矢向宏志                 | -                                 |
| 第22話   | 聖杯               | 中本宗応                          | 青柳隆平                          | 飛田剛                            | 川村夏生、佐藤好 木藤貴之、井元一彰 ぐんそう                                                                             | 矢向宏志                          | -                                 |
| 第23話   | 城壁               | 中本宗応                          | 徳田大貴                          | 徳田大貴                          | 徳田大貴、川﨑玲奈 | 徳田大貴                          | 徳田大貴                          |
| 第24話   | 皇帝聖印           | 中本宗応                          | 畠山守                            | 木村延景 畠山守                   | 矢向宏志、木藤貴之 徳田大貴、石川洋一 野間聡司、川村夏生 山田俊太郎、米澤優 佐藤好、井元一彰 ぐんそう、川﨑玲奈 斉藤準一 | 矢向宏志                          | -                                 |

### 放送局
| 放送期間                                       | 放送時間                                                  | 放送局         | 対象地域   | 備考                             |
| ---------------------------------------------- | --------------------------------------------------------- | -------------- | ---------- | -------------------------------- |
| 2018年1月6日 - 6月23日                         | 土曜 0:00 - 0:30（金曜深夜）                              | TOKYO MX       | 東京都     |                                  |
|                                                |                                                           | とちぎテレビ   | 栃木県     |                                  |
|                                                |                                                           | 群馬テレビ     | 群馬県     |                                  |
|                                                |                                                           | BS11           | 日本全域   | 製作参加 / BS放送 / 『ANIME+』枠 |
| 2018年1月10日 - 3月28日 2018年4月4日 - 6月27日 | 水曜 2:35 - 3:05（火曜深夜） 水曜 2:05 - 2:35（火曜深夜） | テレビ愛知     | 愛知県     |                                  |
| 2018年1月11日 - 6月28日                        | 木曜 2:45 - 3:15（水曜深夜）                              | 朝日放送テレビ | 近畿広域圏 | 『水曜アニメ〈水もん〉』第2部    |
| 2018年1月12日 - 6月29日                        | 金曜 22:00 - 22:30                                        | AT-X           | 日本全域   | CS放送 / リピート放送あり        |

| 配信期間               | 配信時間           | 配信サイト                                                                                        |
| ---------------------- | ------------------ | ------------------------------------------------------------------------------------------------- |
| 2018年1月8日 - 6月25日 | 月曜 12:00 更新    | dアニメストア ニコニコチャンネル GYAO! バンダイチャンネル Amazonビデオ ひかりTV U-NEXT アニメ放題 |
|                        | 月曜 20:00 - 20:30 | AbemaTV                                                                                           |
|                        | 月曜 23:00 - 23:30 | ニコニコ生放送                                                                                    |
| 2018年1月9日 - 6月26日 | 火曜 0:00 更新     | ビデオパス J:COMオンデマンド                                                                      |
| 不明                   | 不明               | hulu                                                                                              |

### BD / DVD
| 巻 | 発売日         | 収録話          | 規格品番      | 規格品番      |
| 巻 | 発売日         | 収録話          | BD限定版      | DVD限定版     |
| -- | -------------- | --------------- | ------------- | ------------- |
| 1  | 2018年5月30日  | 第1話 - 第3話   | ANZX-14161/2  | ANZB-14161/2  |
| 2  | 2018年6月27日  | 第4話 - 第6話   | ANZX-14163/4  | ANZB-14163/4  |
| 3  | 2018年7月25日  | 第7話 - 第9話   | ANZX-14165/6  | ANZB-14165/6  |
| 4  | 2018年8月29日  | 第10話 - 第12話 | ANZX-14167/8  | ANZB-14167/8  |
| 5  | 2018年9月26日  | 第13話 - 第15話 | ANZX-14169/70 | ANZB-14169/70 |
| 6  | 2018年10月24日 | 第16話 - 第18話 | ANZX-14171/2  | ANZB-14171/2  |
| 7  | 2018年11月28日 | 第19話 - 第21話 | ANZX-14173/4  | ANZB-14173/4  |
| 8  | 2018年12月26日 | 第22話 - 第24話 | ANZX-14175/6  | ANZB-14175/6  |

| 朝日放送テレビ 水曜アニメ〈水もん〉 第2部         | 朝日放送テレビ 水曜アニメ〈水もん〉 第2部 | 朝日放送テレビ 水曜アニメ〈水もん〉 第2部 |
| 前番組                                            | 番組名                                    | 次番組                                    |
| ------------------------------------------------- | ----------------------------------------- | ----------------------------------------- |
| 天元突破グレンラガン（再放送） ※第1部から繰り下げ | グランクレスト戦記                        | 化物語（再放送）                          |
| BS11 ANIME+ 土曜 0:00（金曜深夜） 枠              |                                           |                                           |
| いつだって僕らの恋は10センチだった。              | グランクレスト戦記                        | 暦物語                                    |

## ゲーム
グランクレスト戦記 戦乱の四重奏
2018年6月7日にスマートフォン用にApp Store、Google Playにて配信開始。メーカーはバンダイナムコエンターテインメント。ジャンルはアクションRPG。2019年6月20日をもってサービスを終了。
グランクレスト戦記
2018年6月14日にPlayStation 4用に発売。メーカーはバンダイナムコエンターテインメント。
ジャンルは戦術級RPG。レイティングはCERO：C（15才以上対象）。主題歌はAqua Timez『たかが100年の』。
週刊ファミ通2018年6月21日号のクロスレビューでは、8・8・8・8の32点でゴールド殿堂入りの評価を得ている。